# Biserica evanghelică din Uila

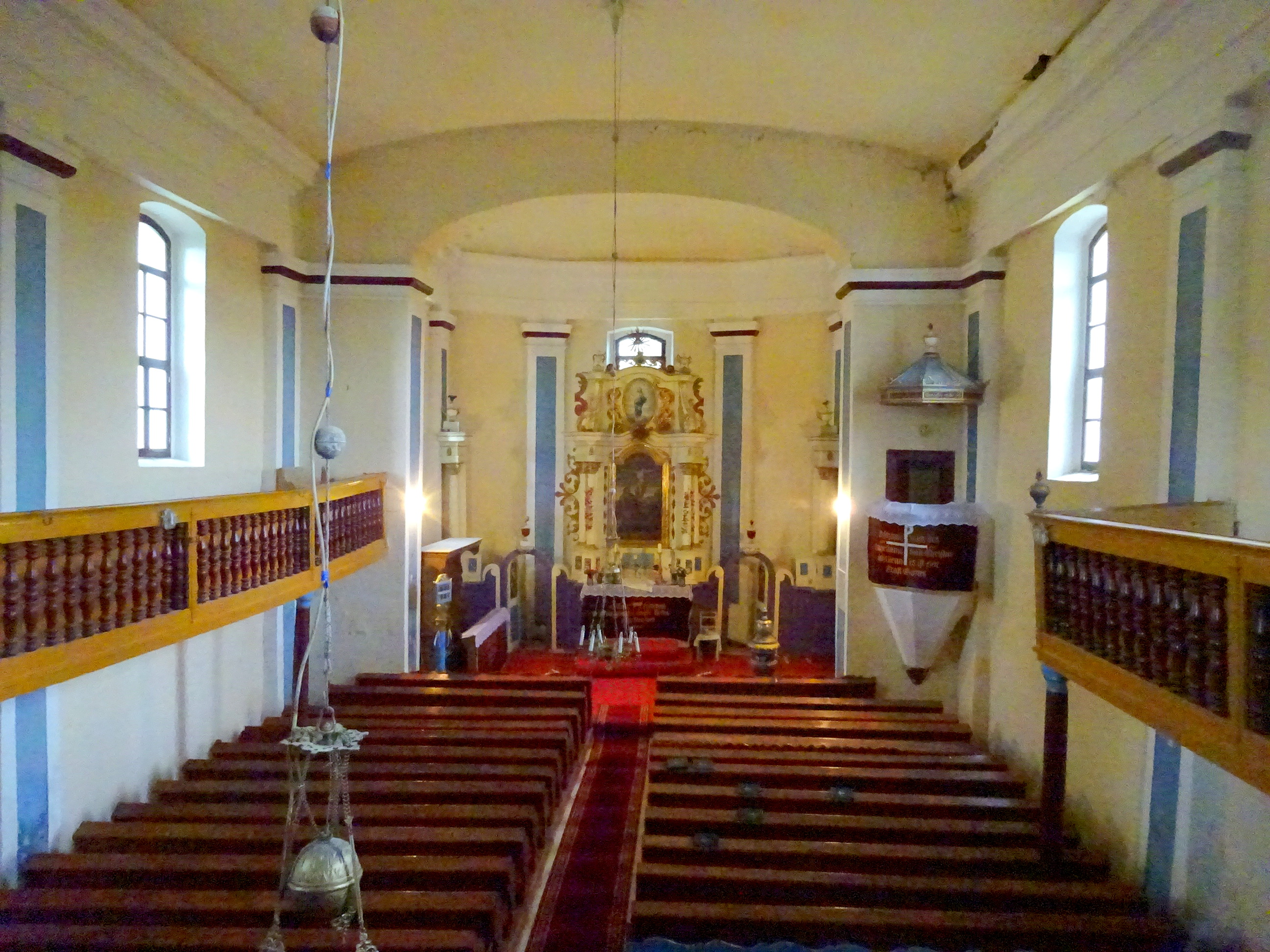
Interiorul navei

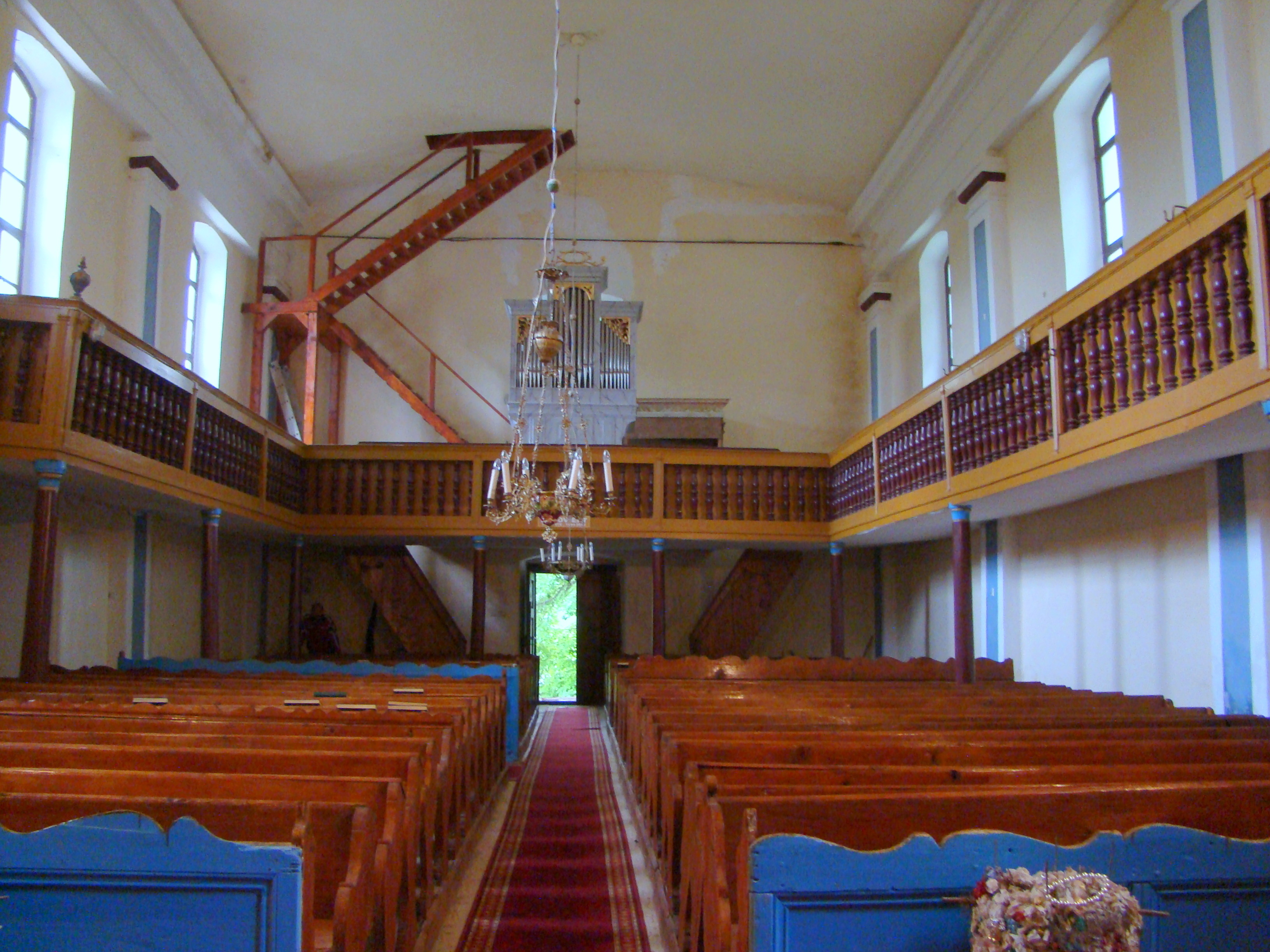
Nava spre empora de vest

Biserica evanghelică din Uila este un monument istoric aflat pe teritoriul satului Uila; comuna Batoș, județul Mureș. În Repertoriul Arheologic Național, monumentul apare cu codul 115566.03

## Localitatea
Uila, mai demult Voila (în dialectul săsesc Wela, Wele, în germană Weila, Weilau, Wela, în maghiară Vajola), este un sat în comuna Batoș din județul Mureș, Transilvania, România. Menționat pentru prima dată în anul 1319, cu denumirea Veylla. În Evul Mediu era sat de iobagi, ce aparținea de comitatul Cluj. Uila a fost sat săsesc; în data de 12 septembrie 1944 autoritățile germane au evacuat spre Germania 640 de sași. În sat mai sunt în prezent doar doi sași, căsătoriți cu persoane de etnie romă, populația satului fiind formată în prezent din romi, cei mai mulți de confesiune luterană.

## Biserica
În anul 1332 satul avea o biserică parohială, preotul său, Hertvik, fiind menționat în lista dijmelor papale. Credincioșii catolici au trecut la luteranism în timpul Reformei, împreună cu biserica.
Biserica medievală a fost construită pe deal, la marginea satului, dar refăcută semnificativ în anul 1778. Este o biserică-sală simplă, fără clopotniță, un cor cu închidere poligonală, ferestre mari și contraforturi. La începutul secolului al XIX-lea bolta a fost înlocuită cu tavanul actual din scânduri.
Tabloul central al altarului, reprezentând Răstignirea, este opera renumitului pictor Carl Dörschlag din Sibiu, din anul 1866.
Orga bisericii a fost construită de Samuel Friedrich Binder în anul 1862, care folosește tuburile și părți ale orgii anterioare realizată de Johannes Hahn.
Din patrimoniul bisericii face parte și un potir din argint aurit, din secolul XVII, cu inscripții în limba latină.
Turnul a fost construit mult mai târziu decât biserica, în anul 1728, în mijlocul satului, fiind situat alături de clădirile administrative construite de sași: școală, cămin cultural. Partea superioară a clopotniței a fost adăugată la mijlocul secolului al XIX-lea, când a primit forma sa actuală, cu acoperiș înalt și ascuțit.

## Imagini din interior

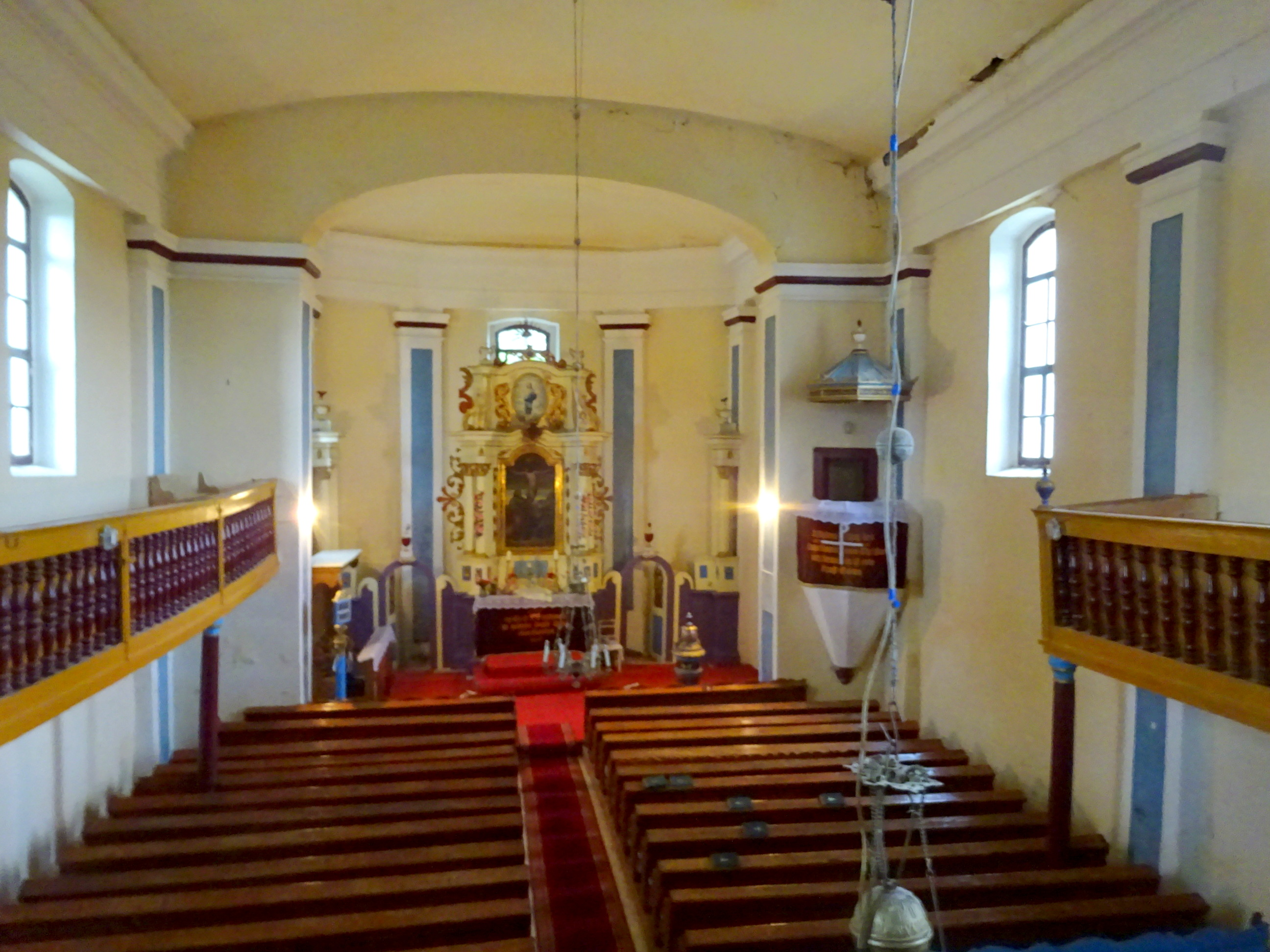
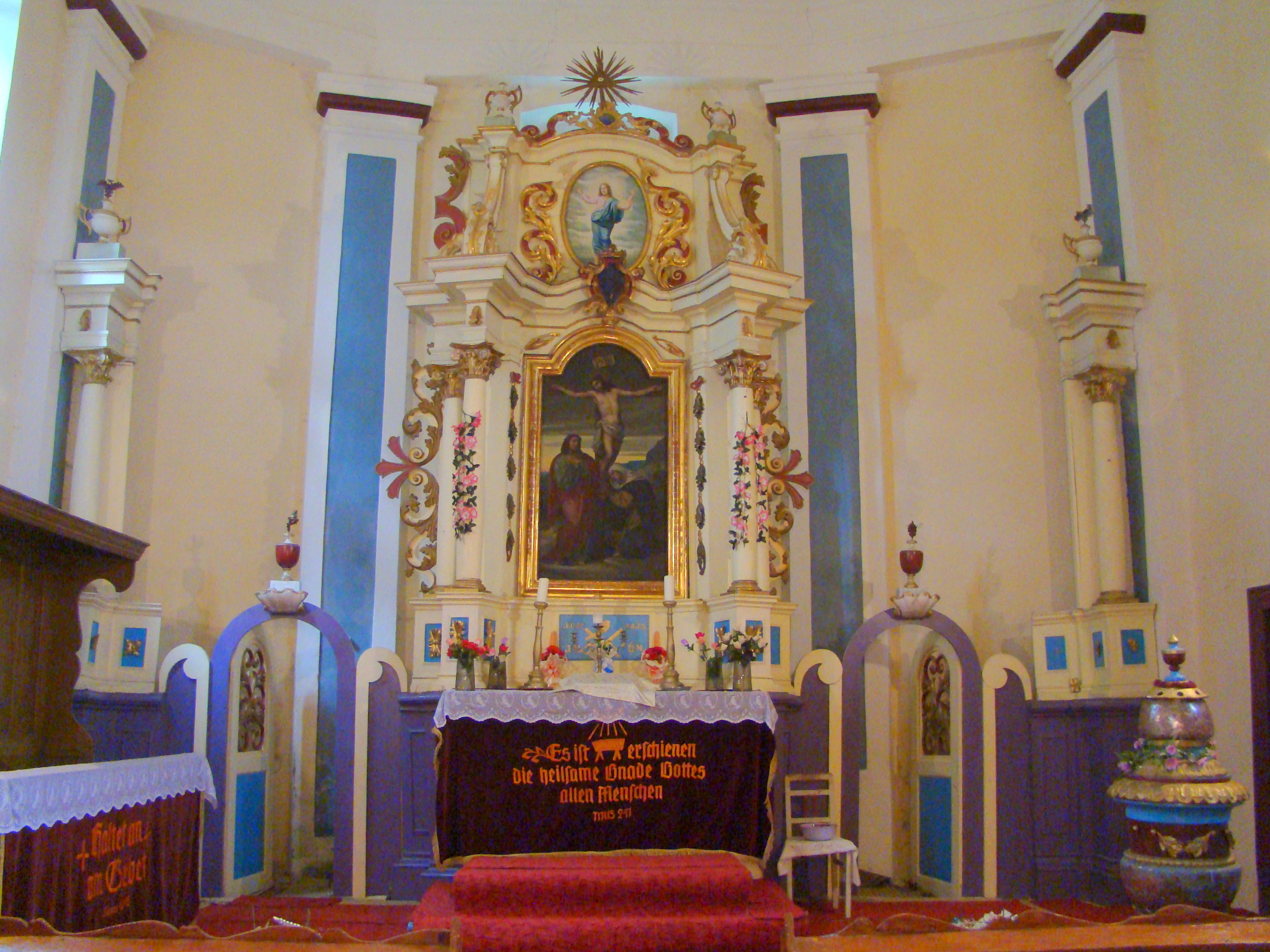
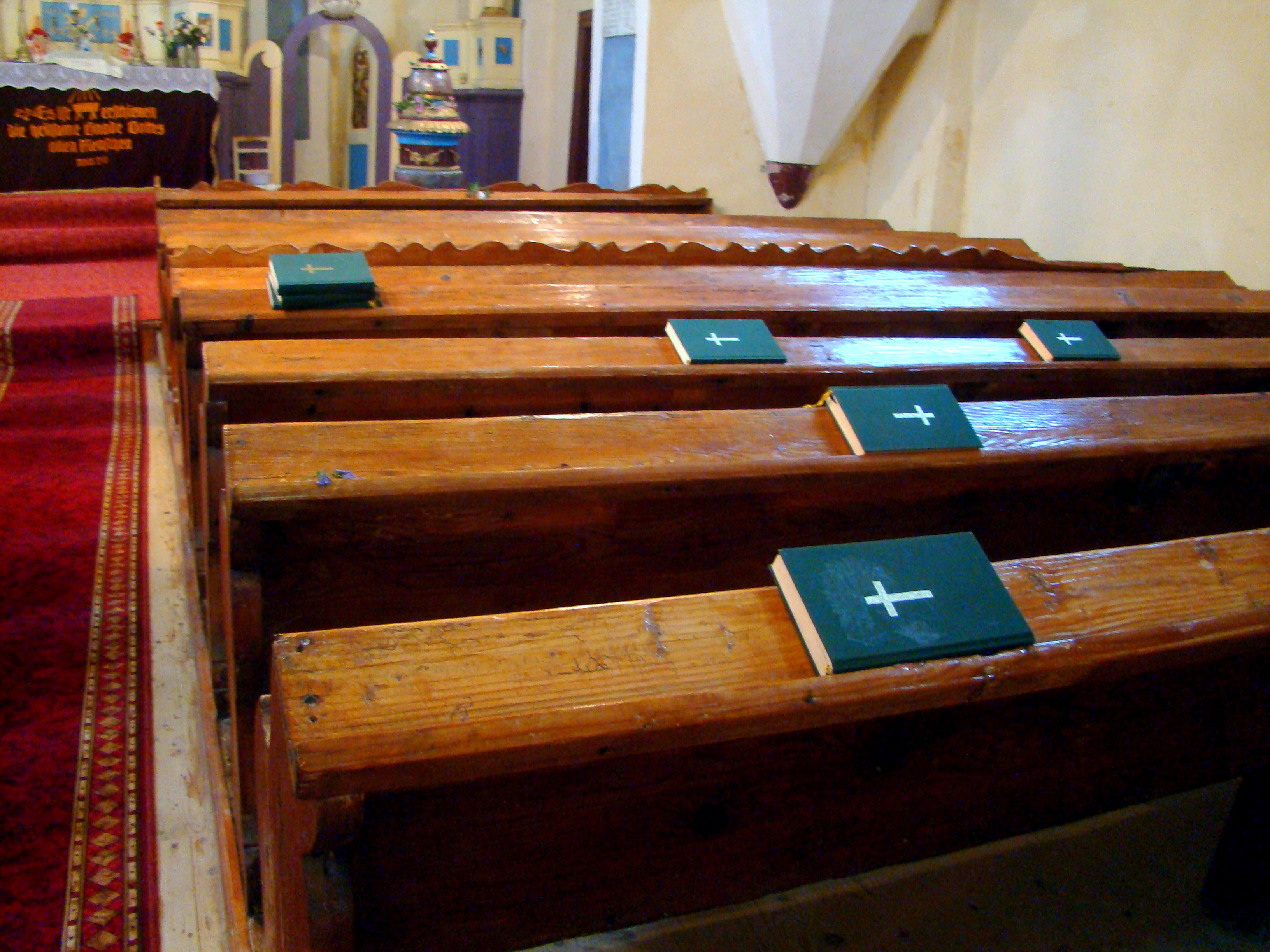
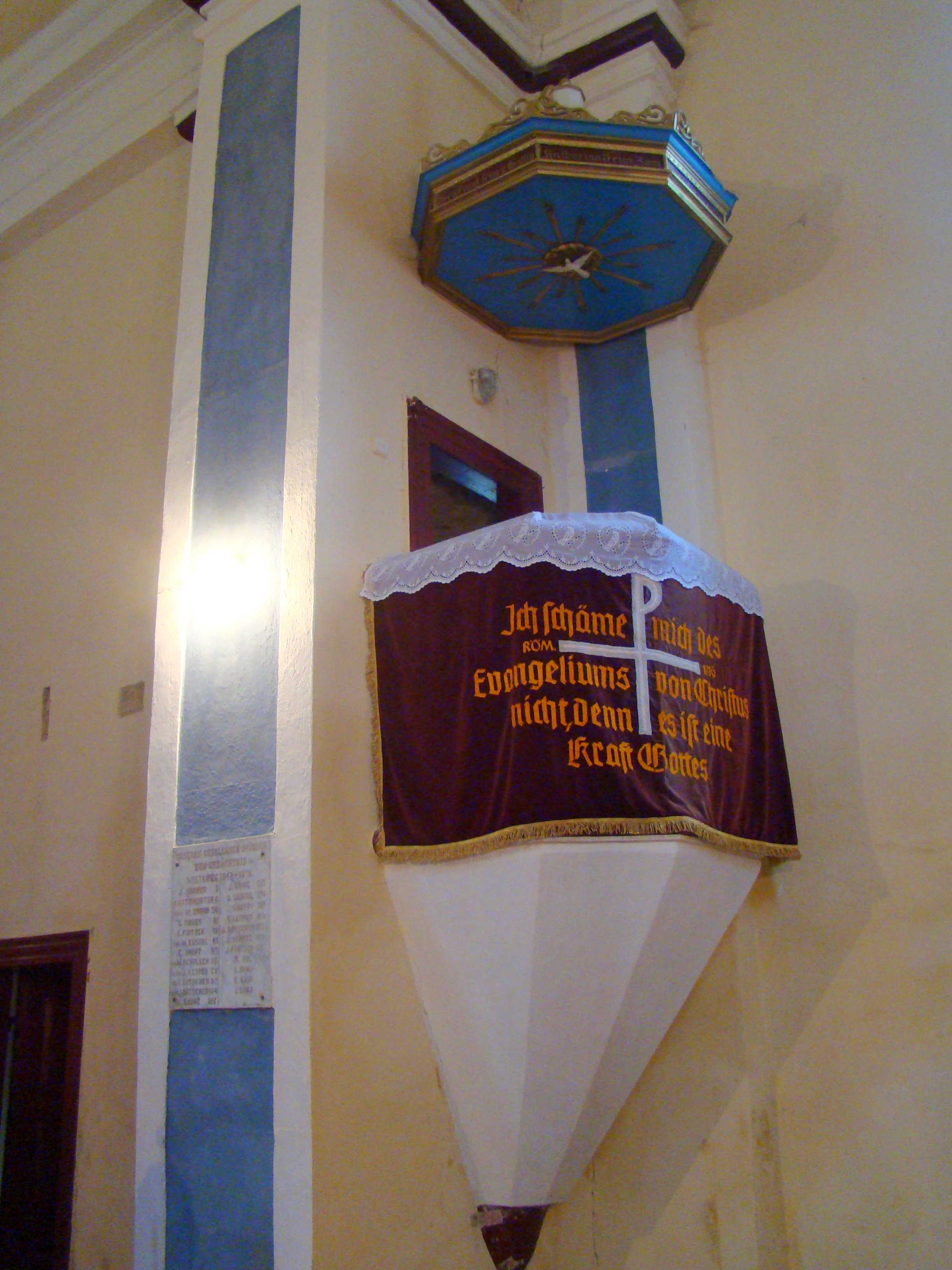
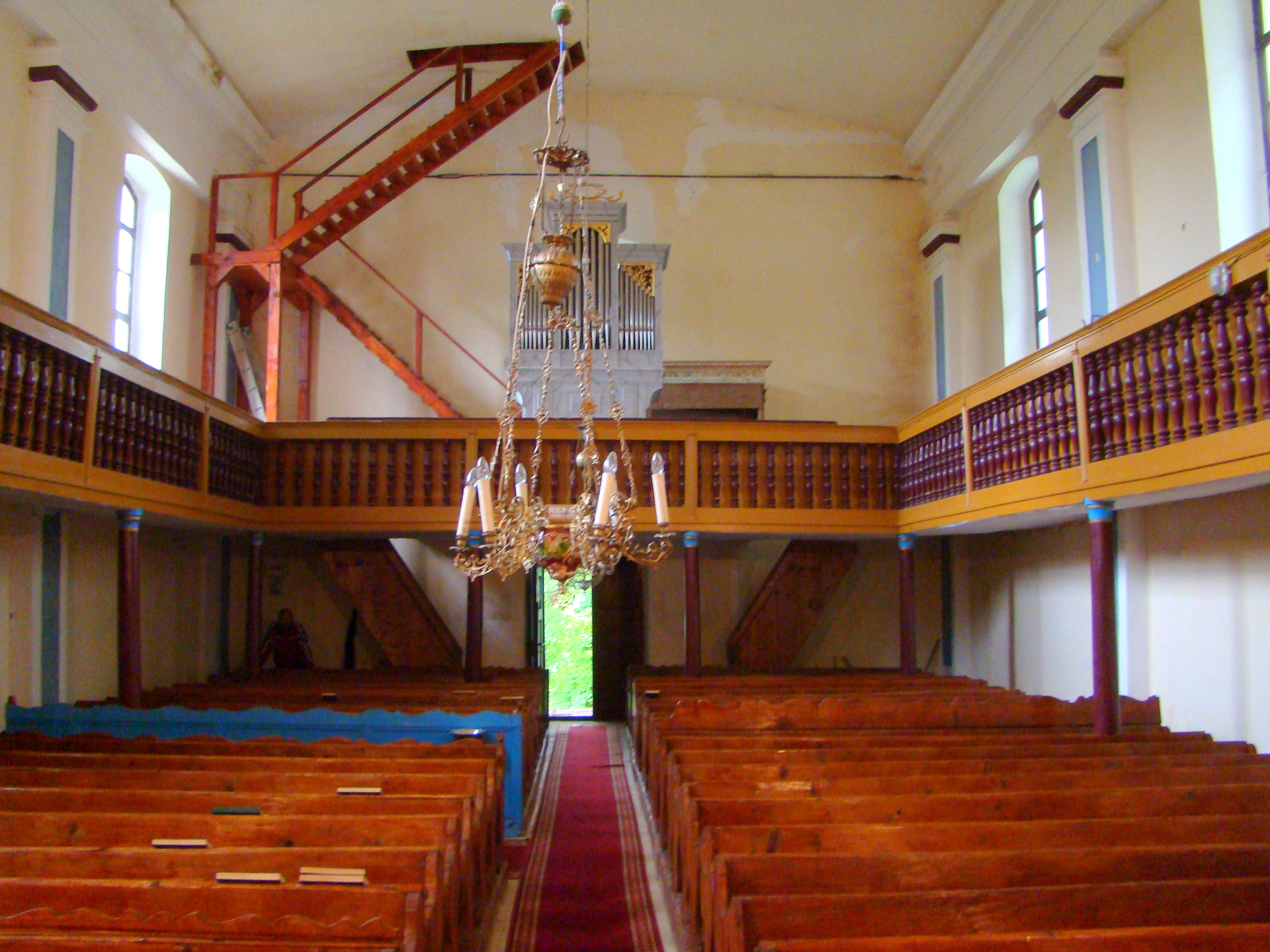
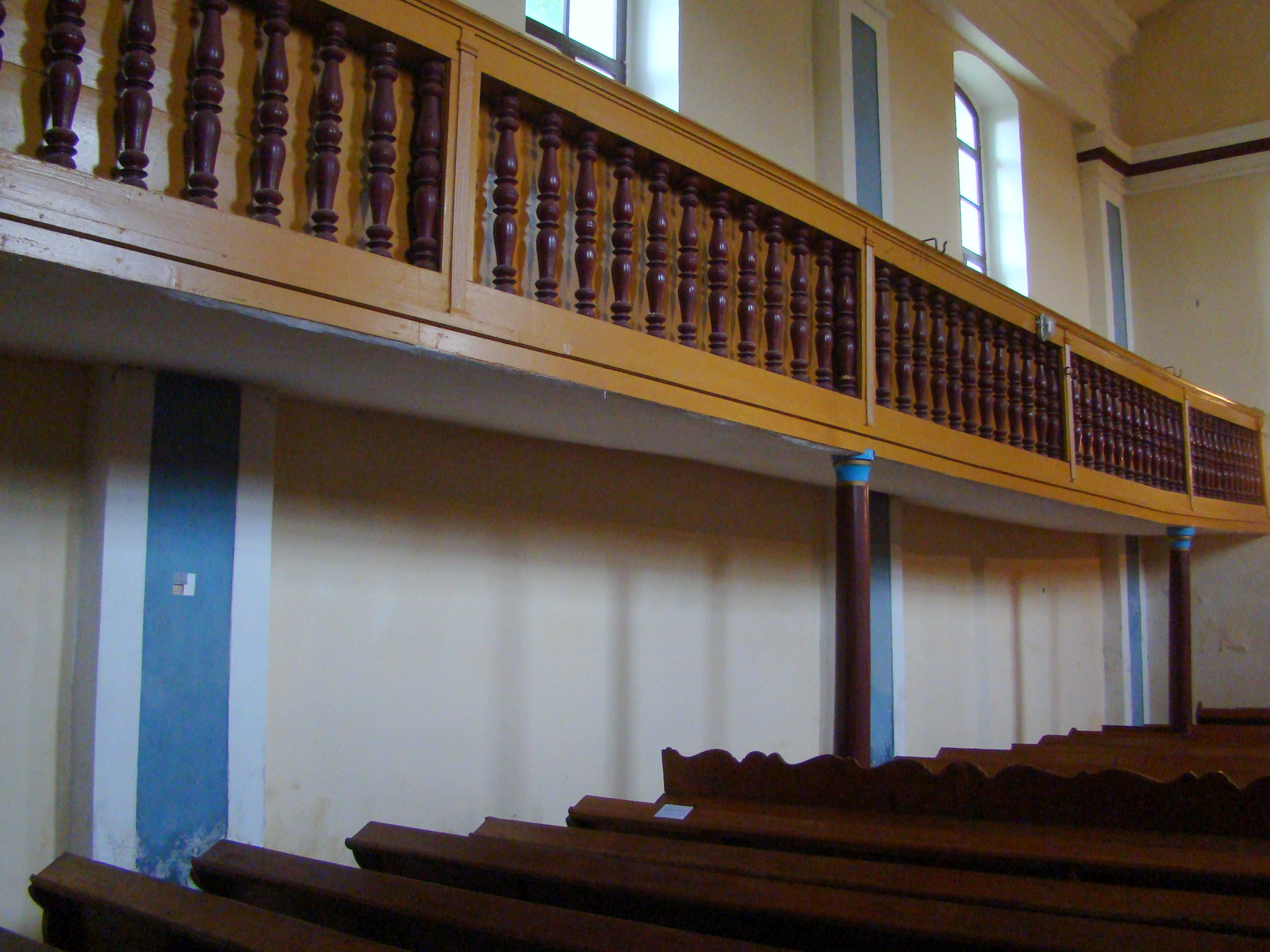
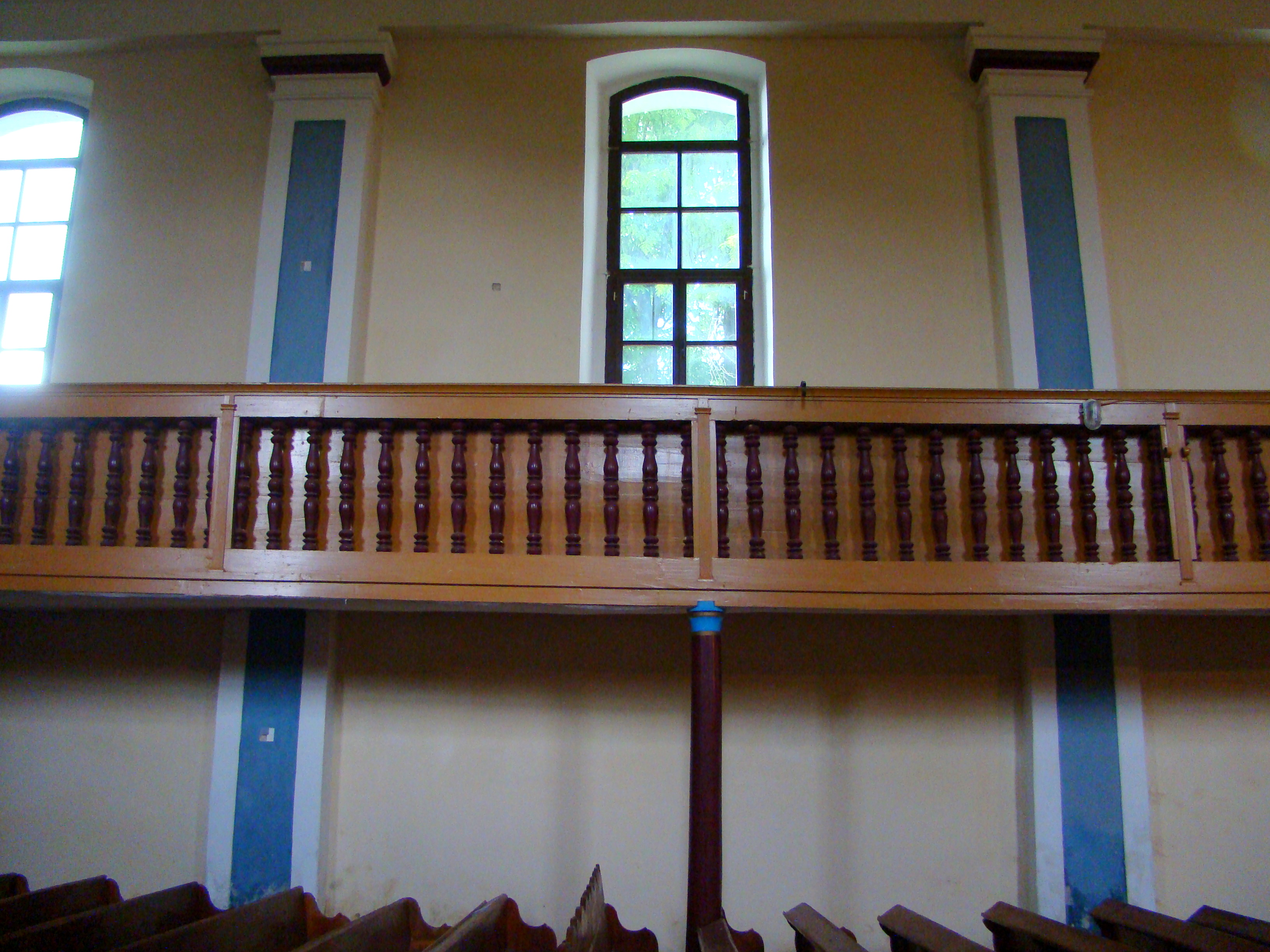
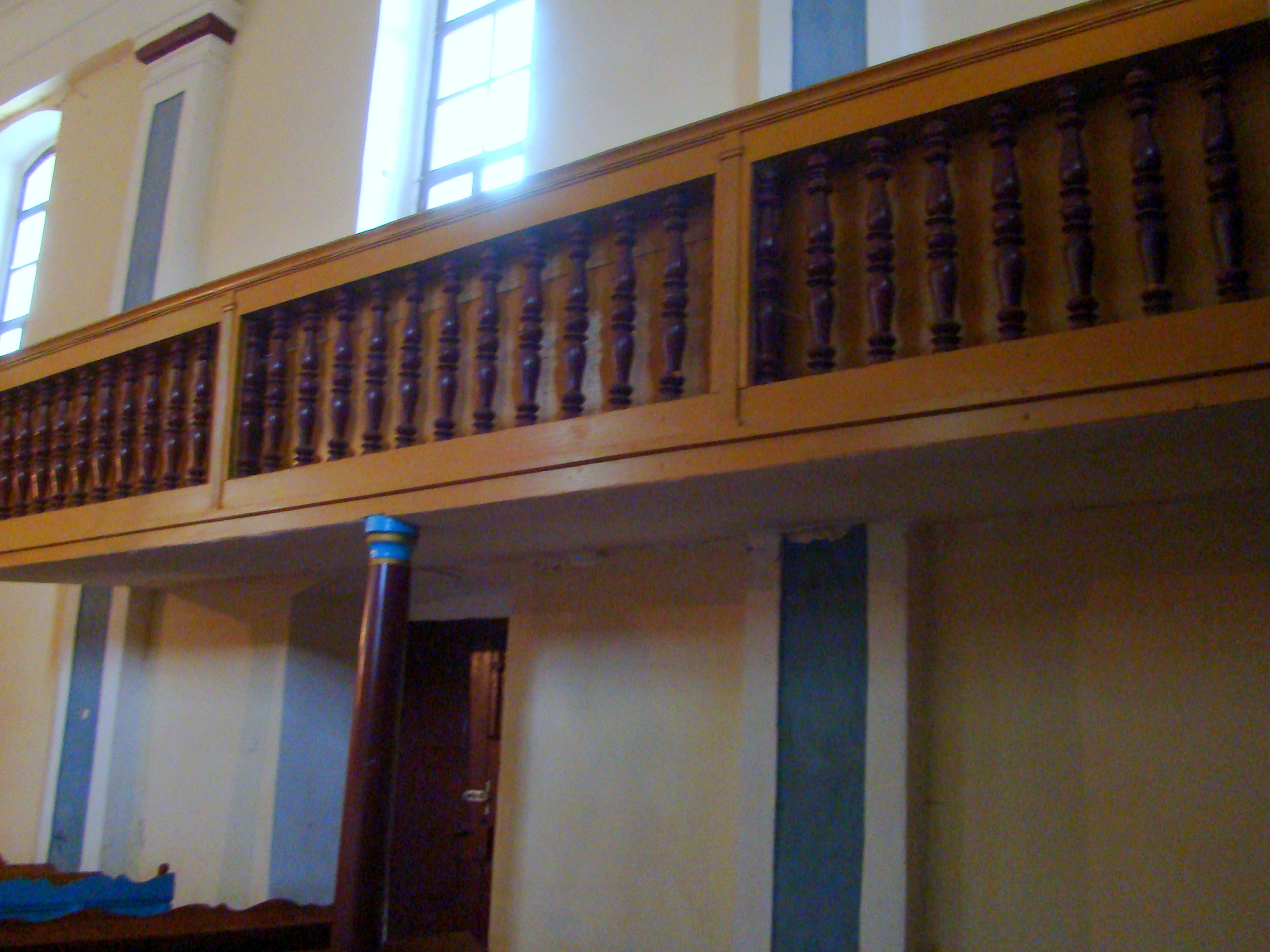
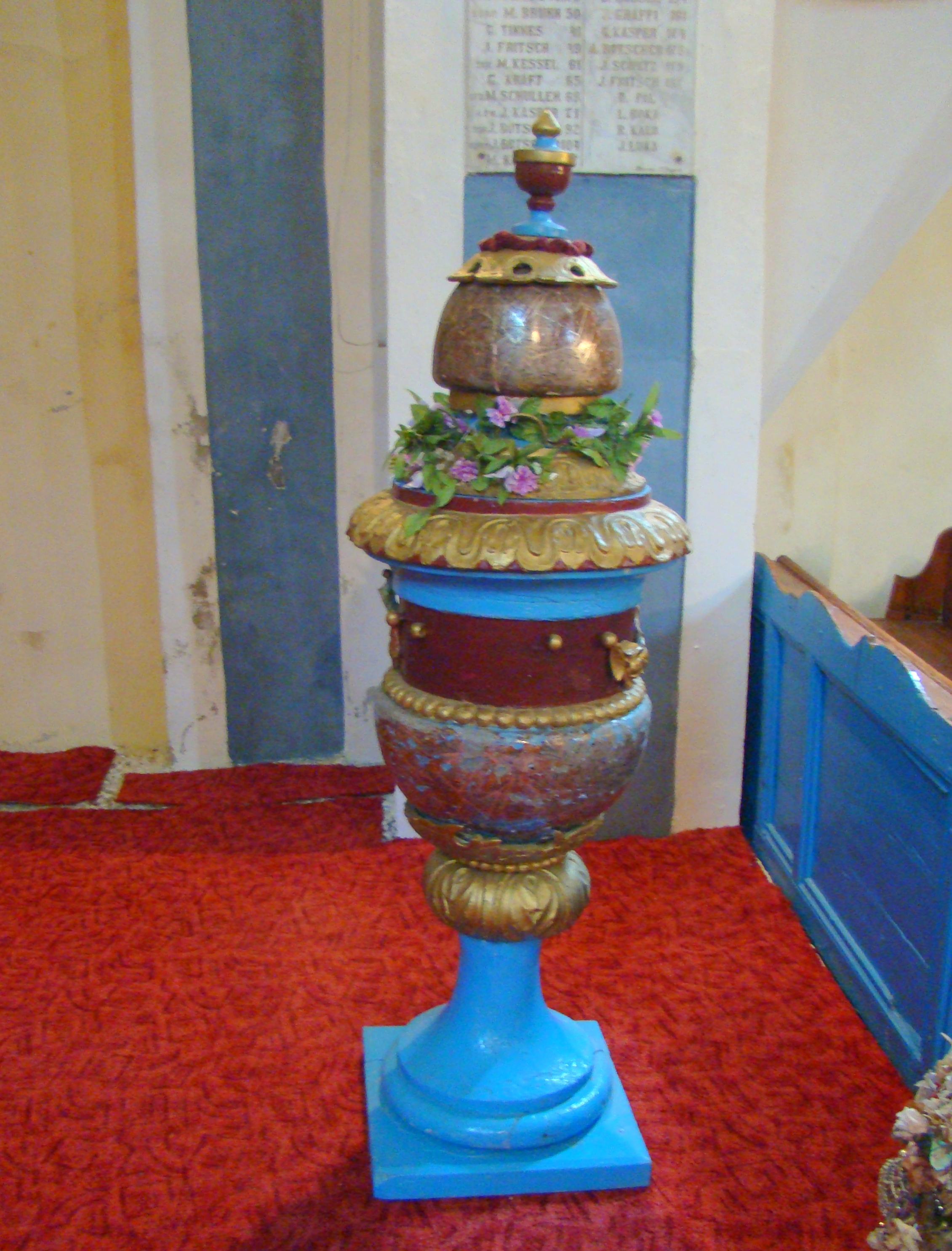
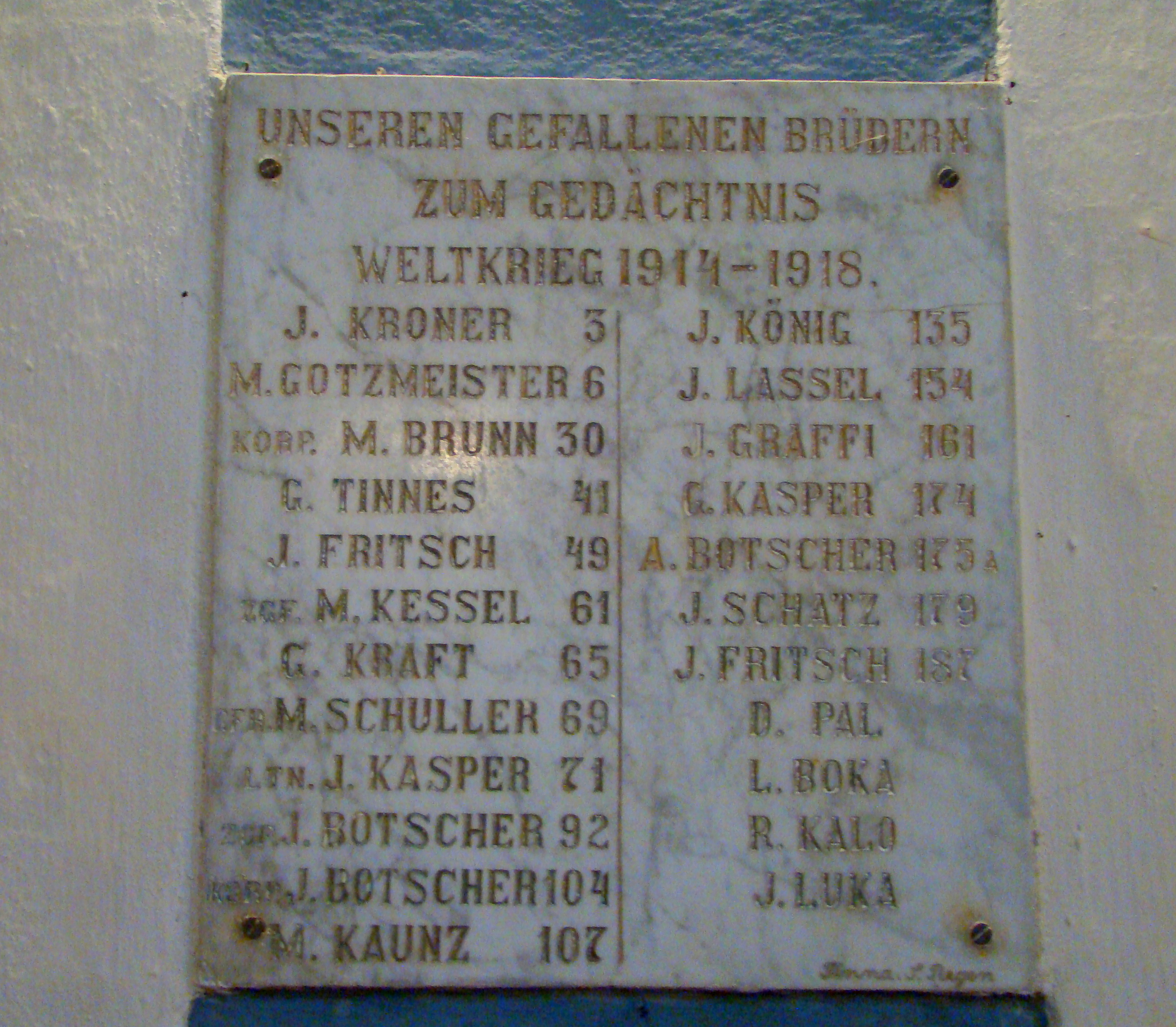
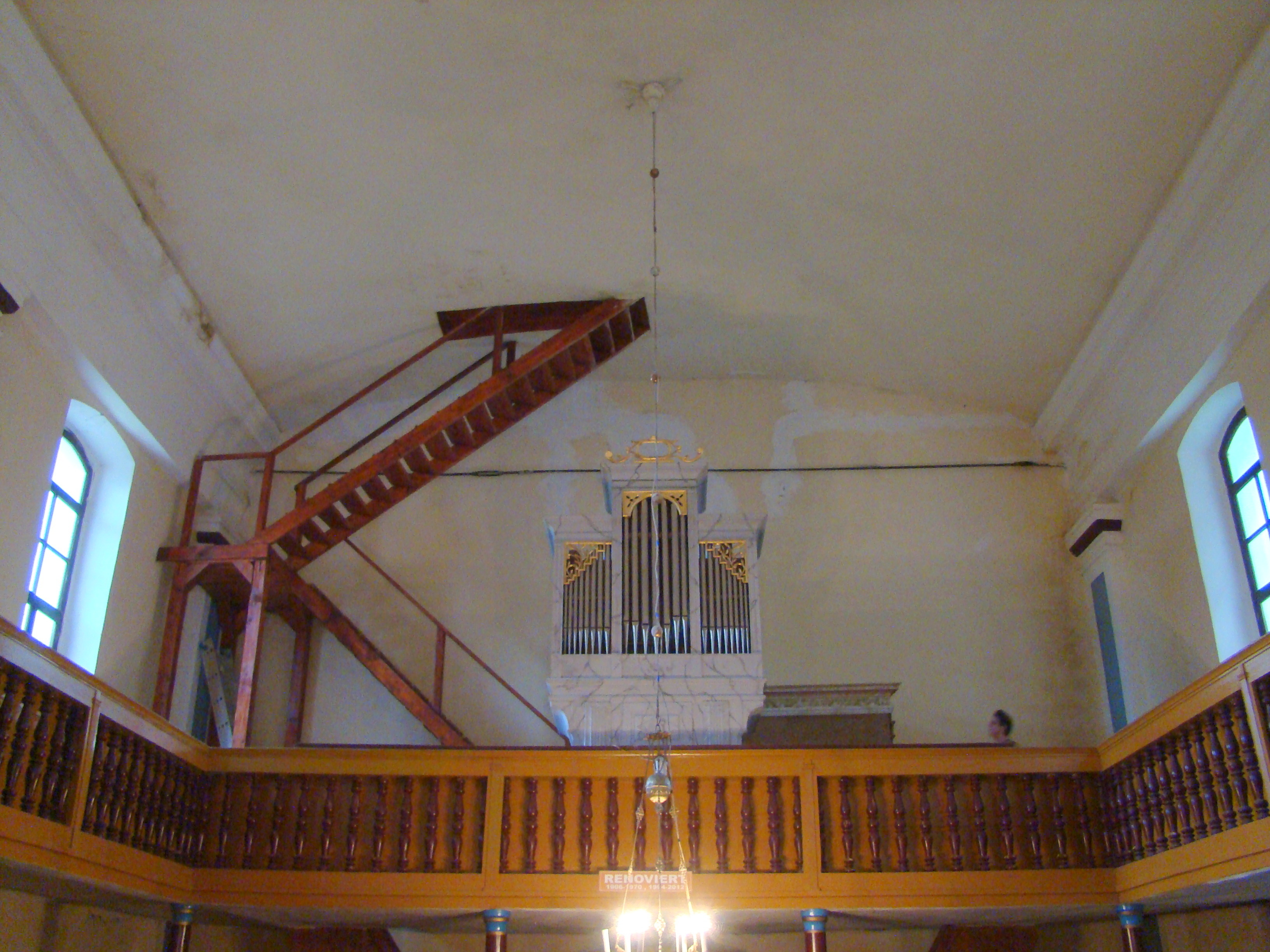
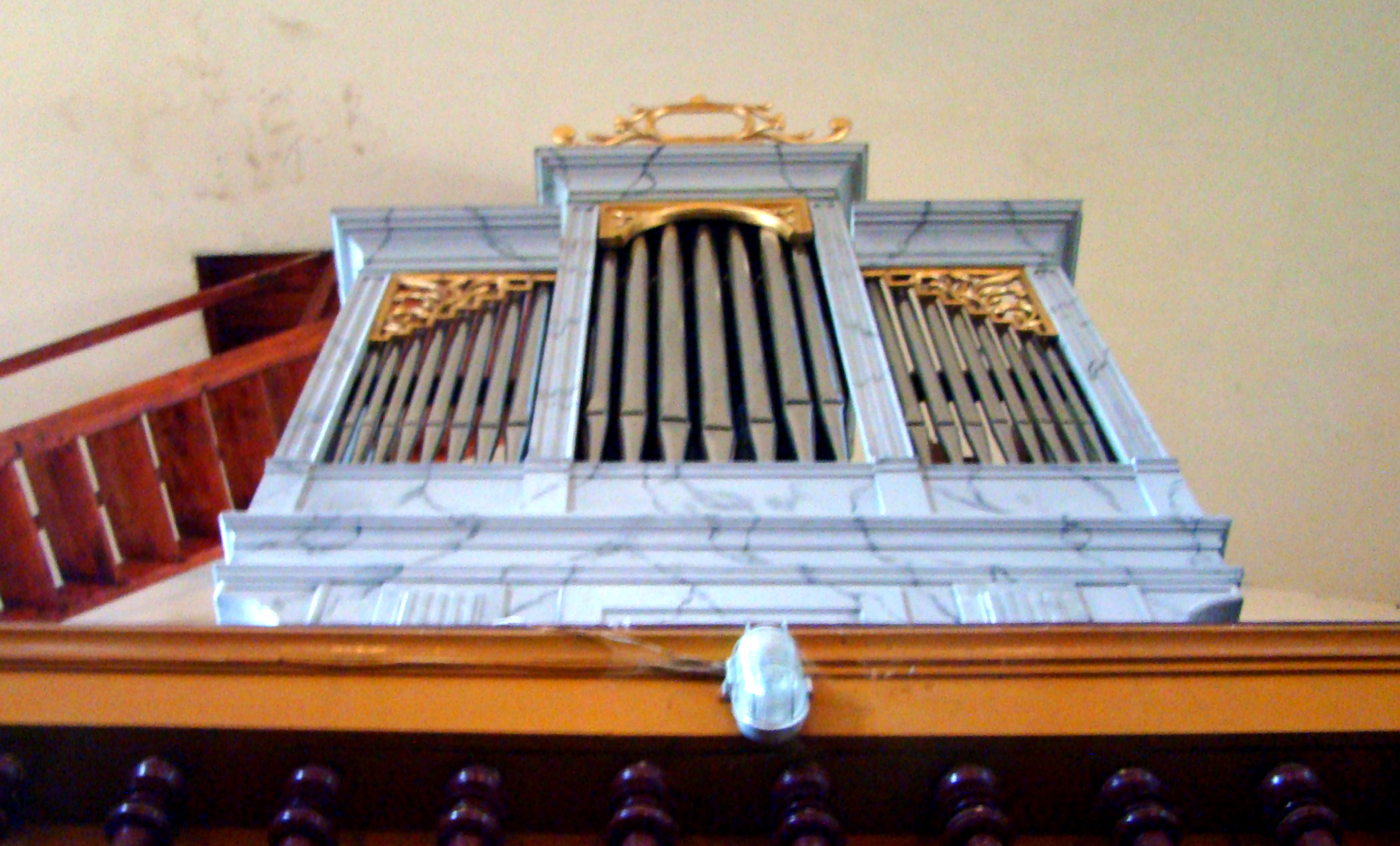
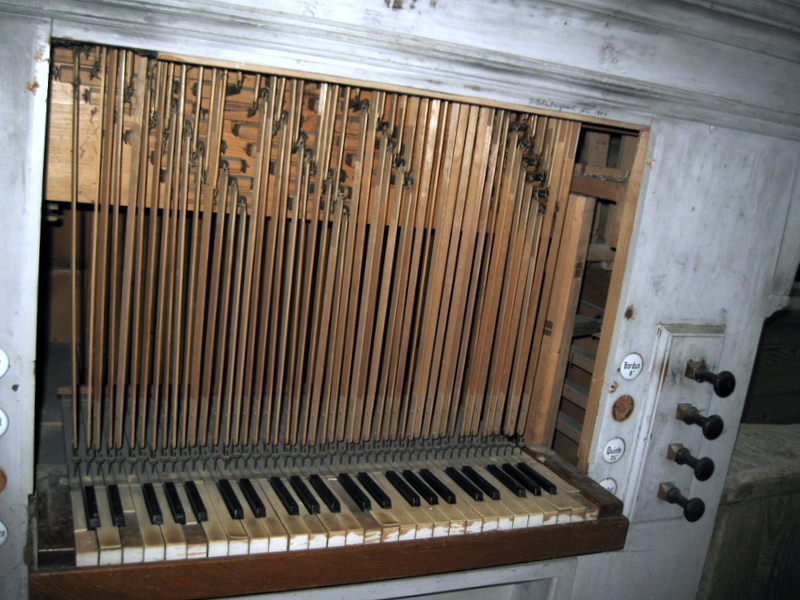
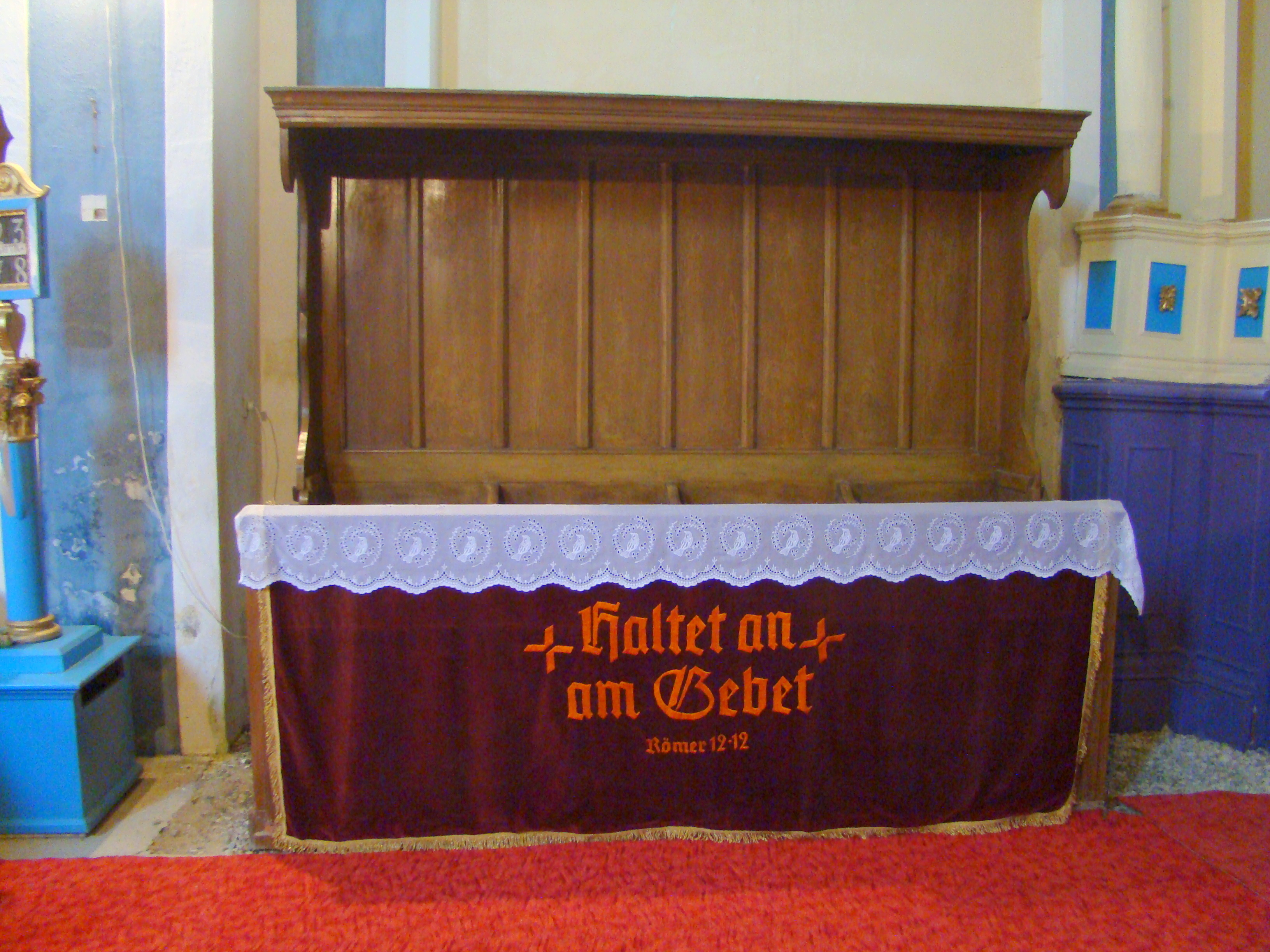
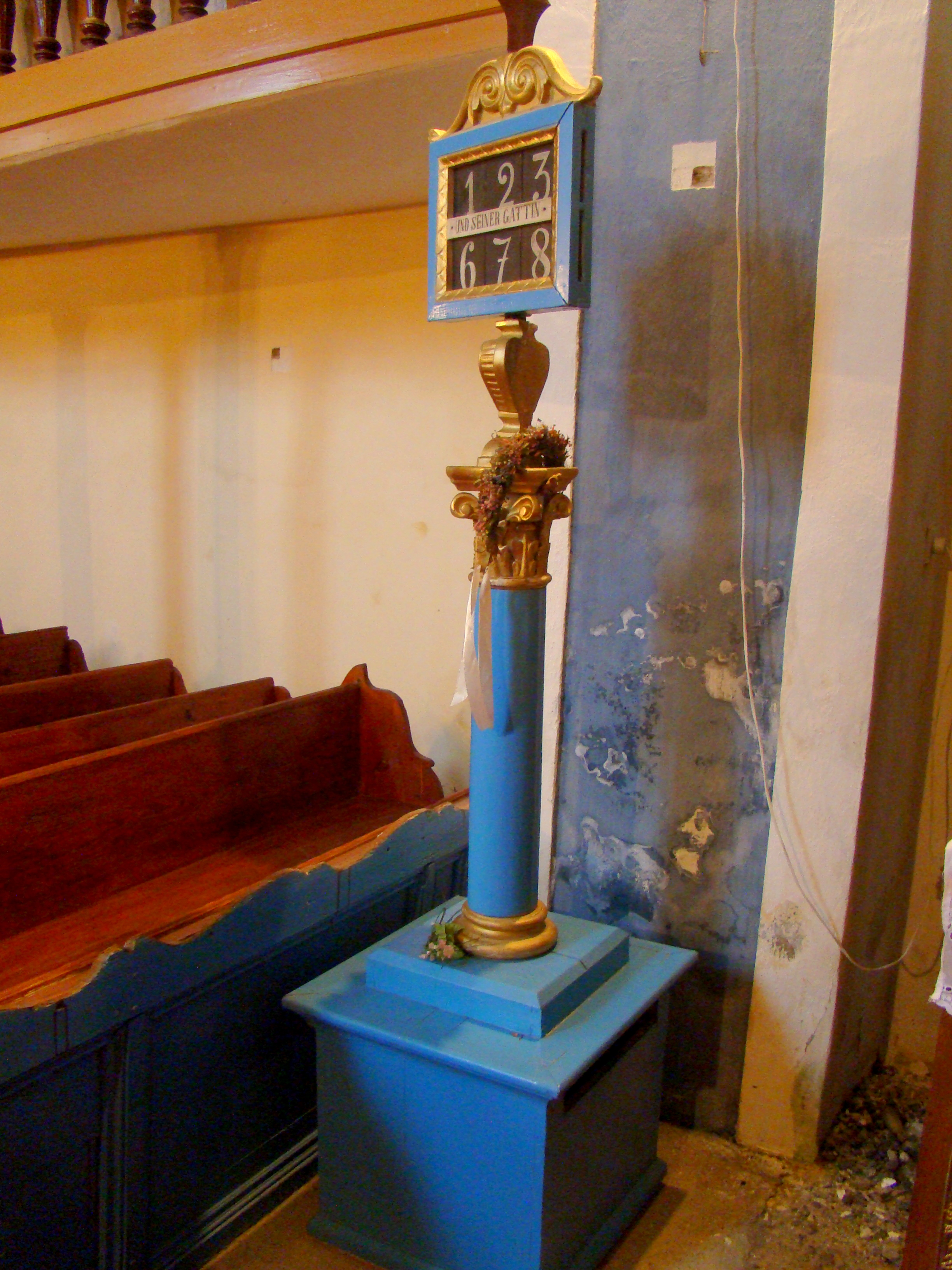
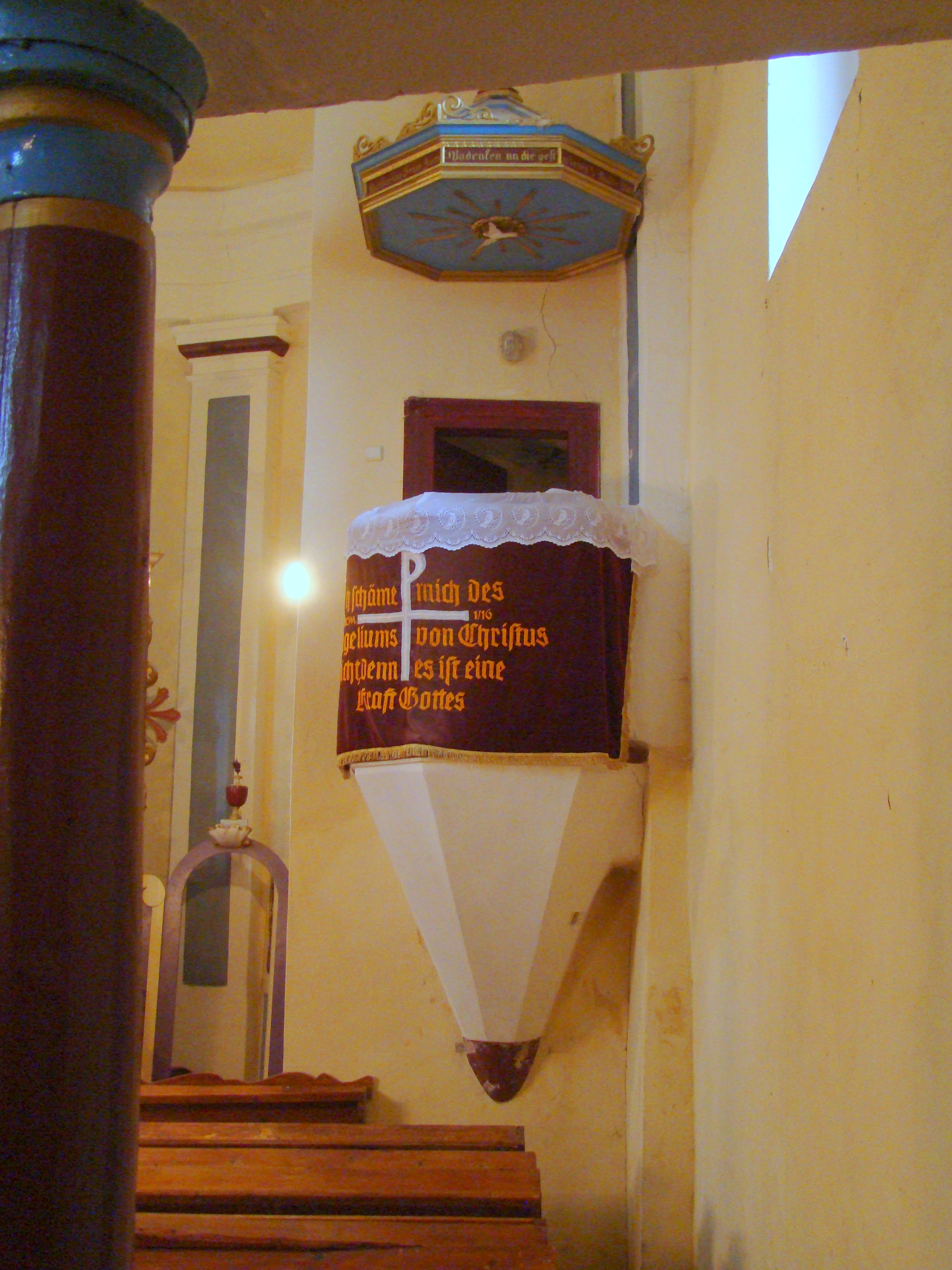
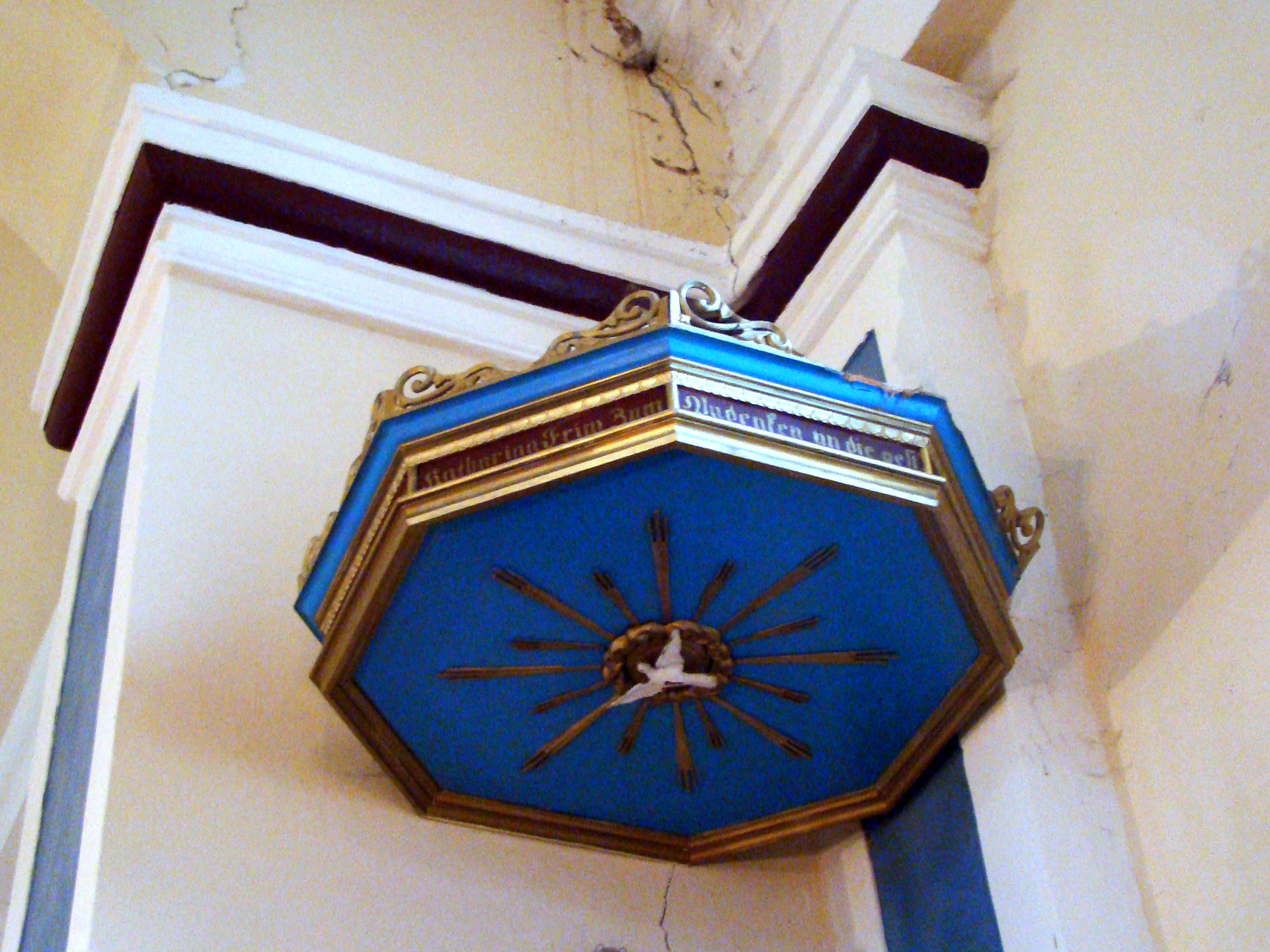
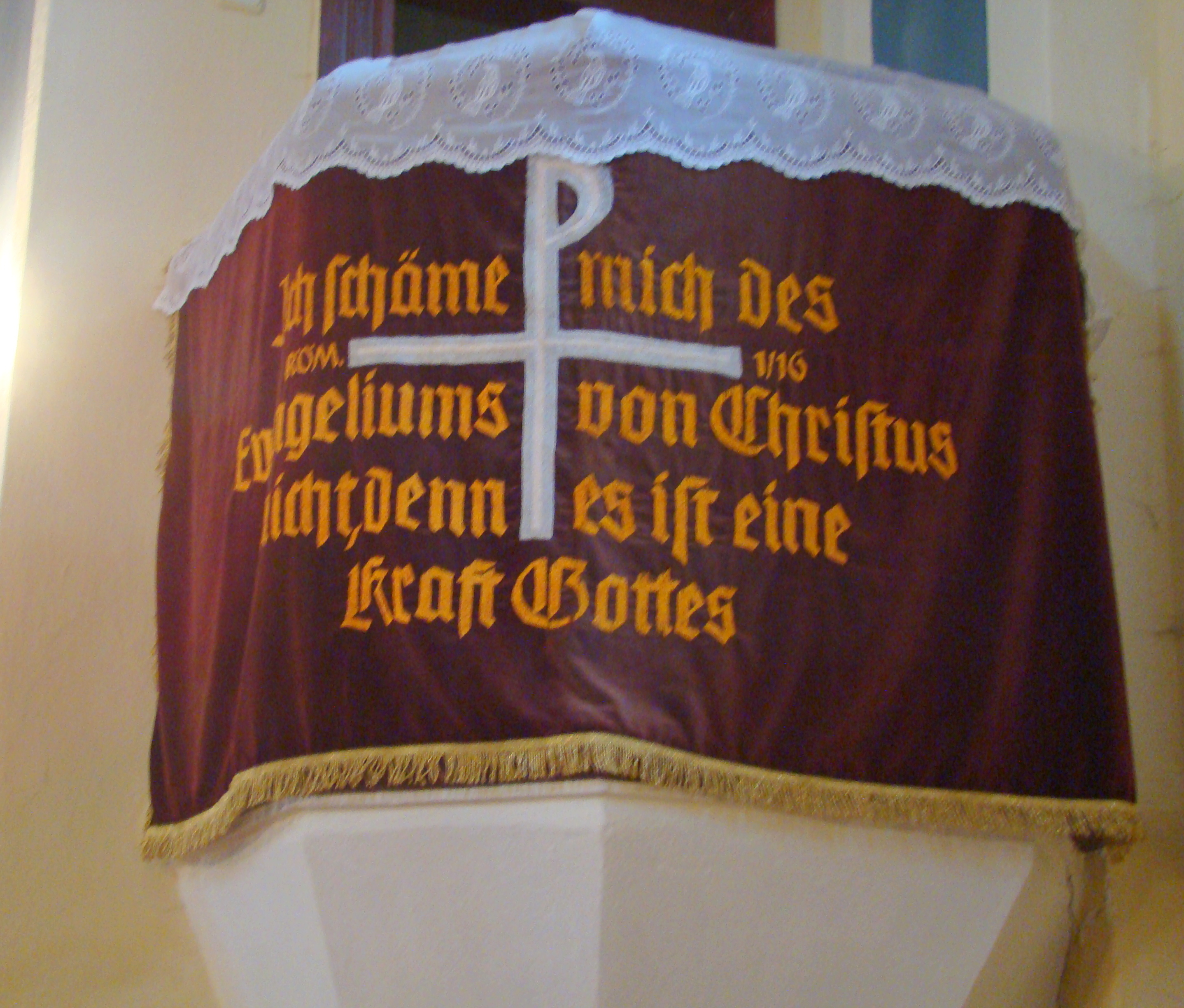
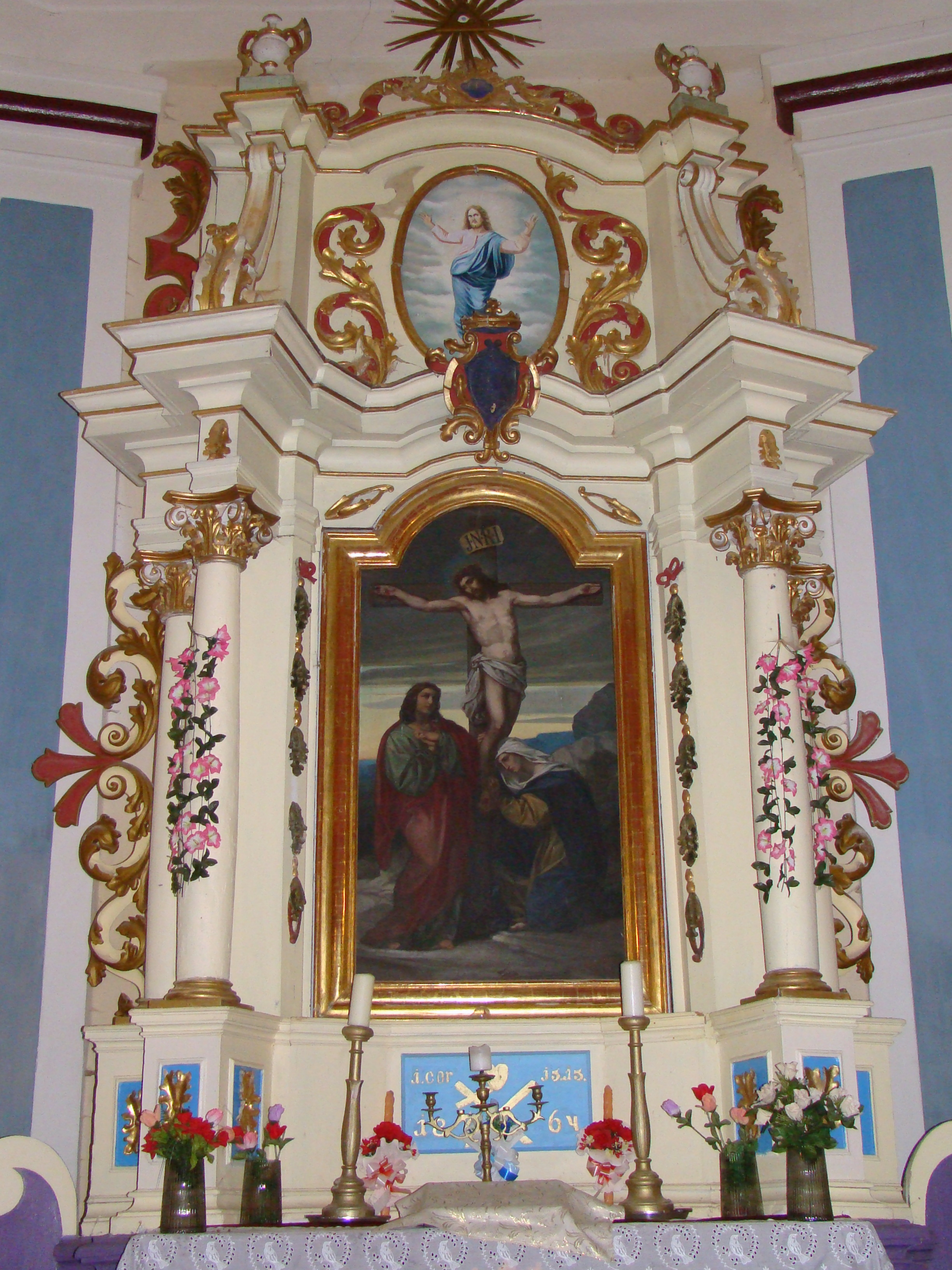
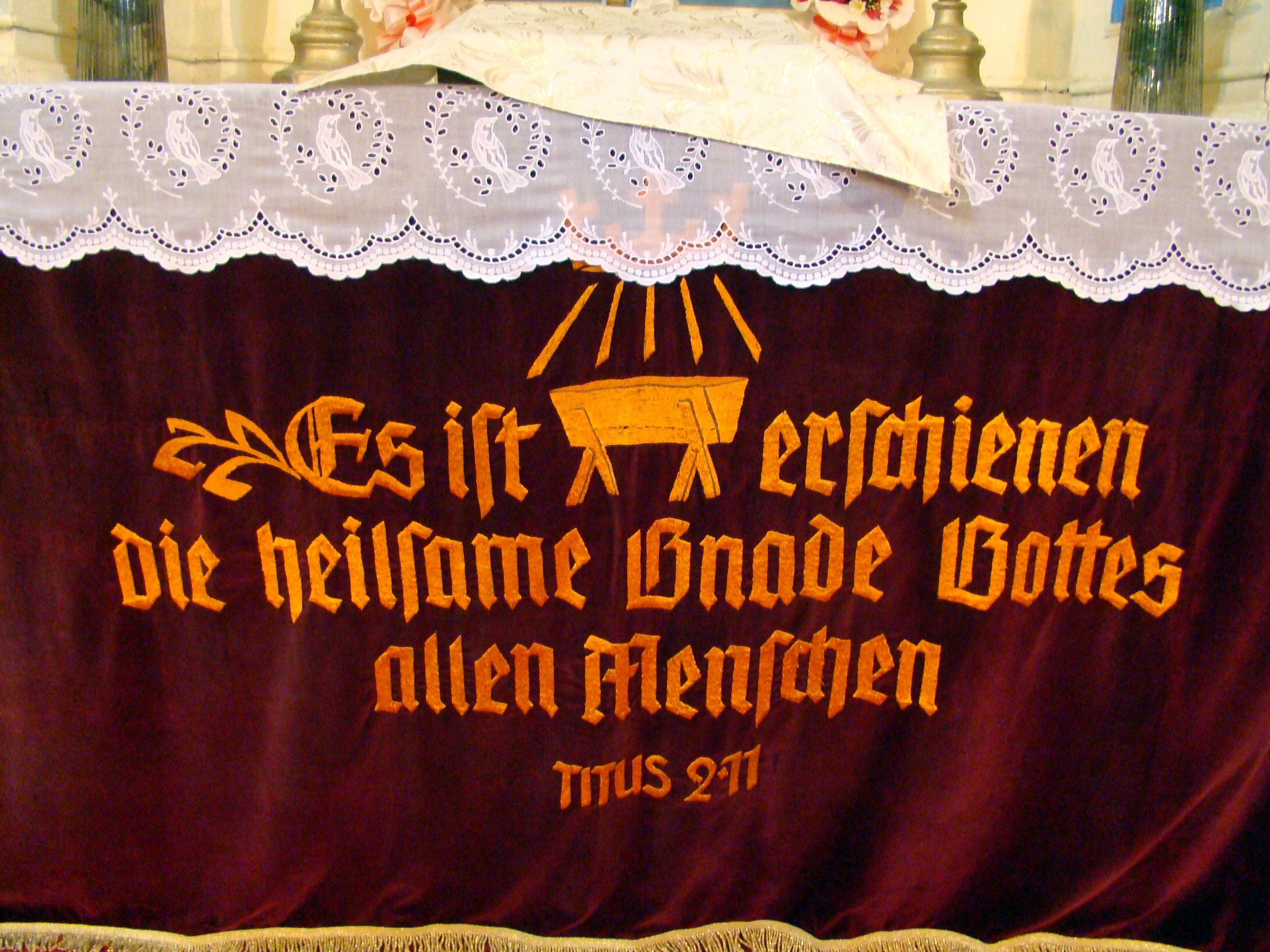
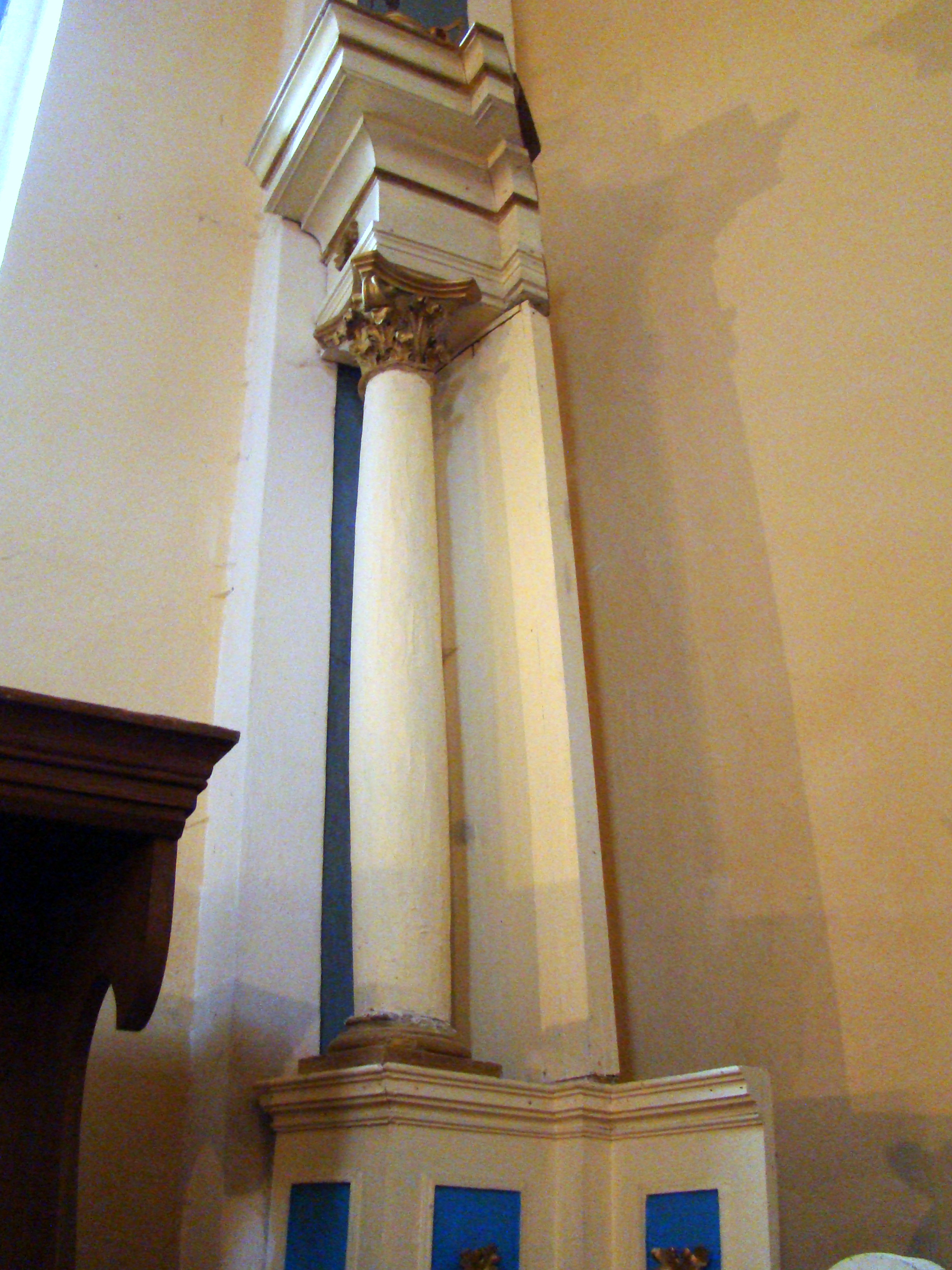
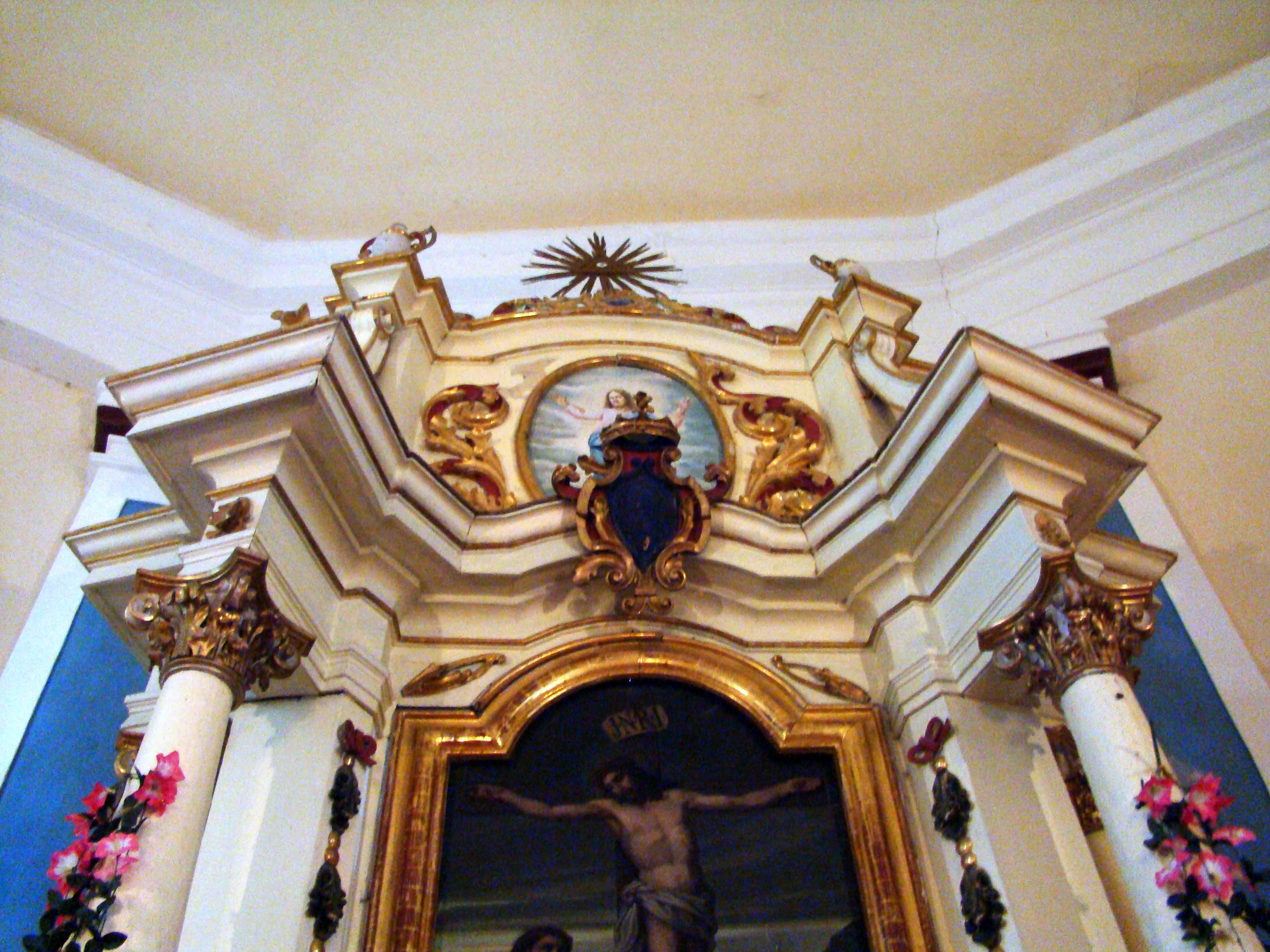
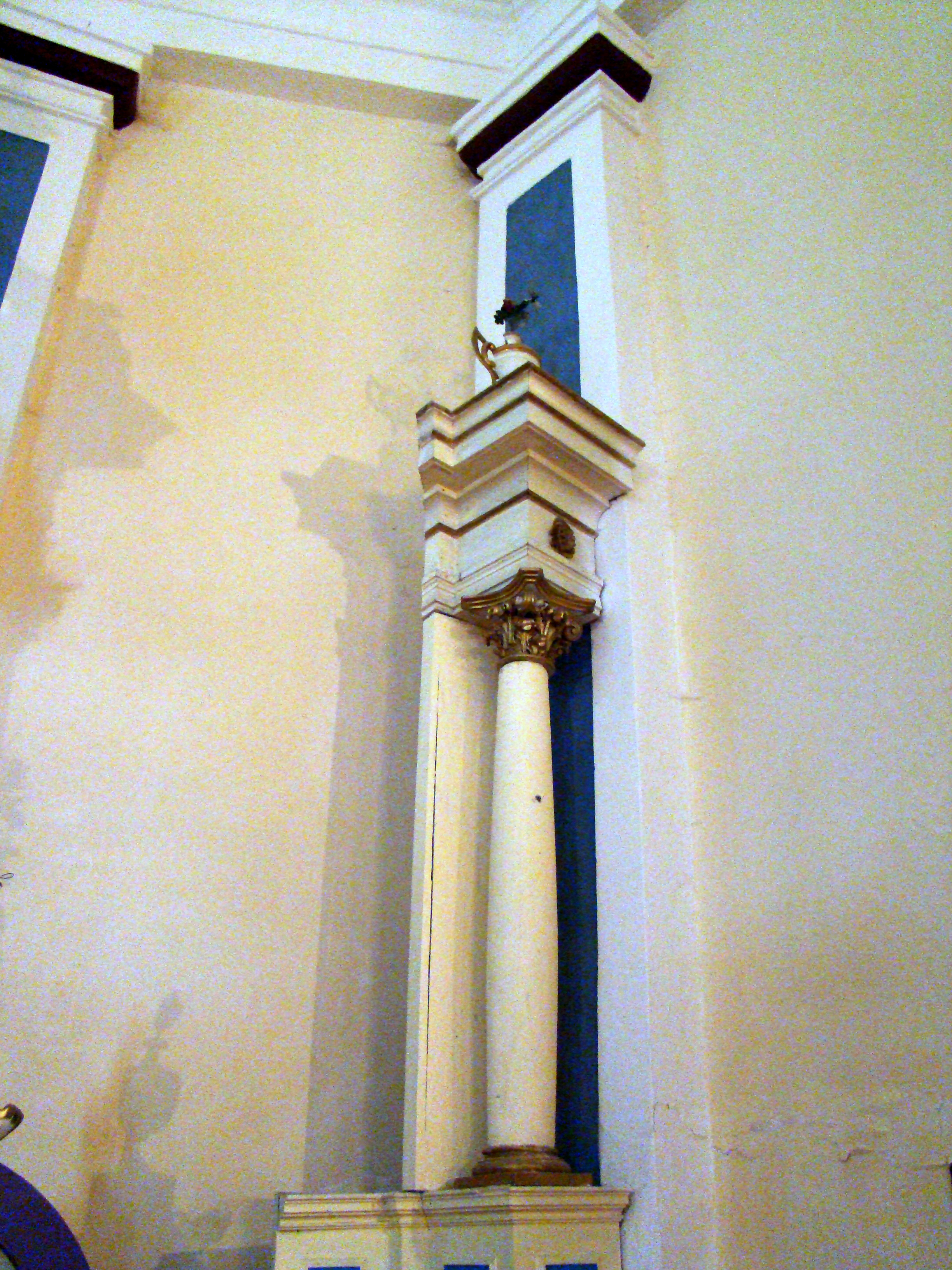
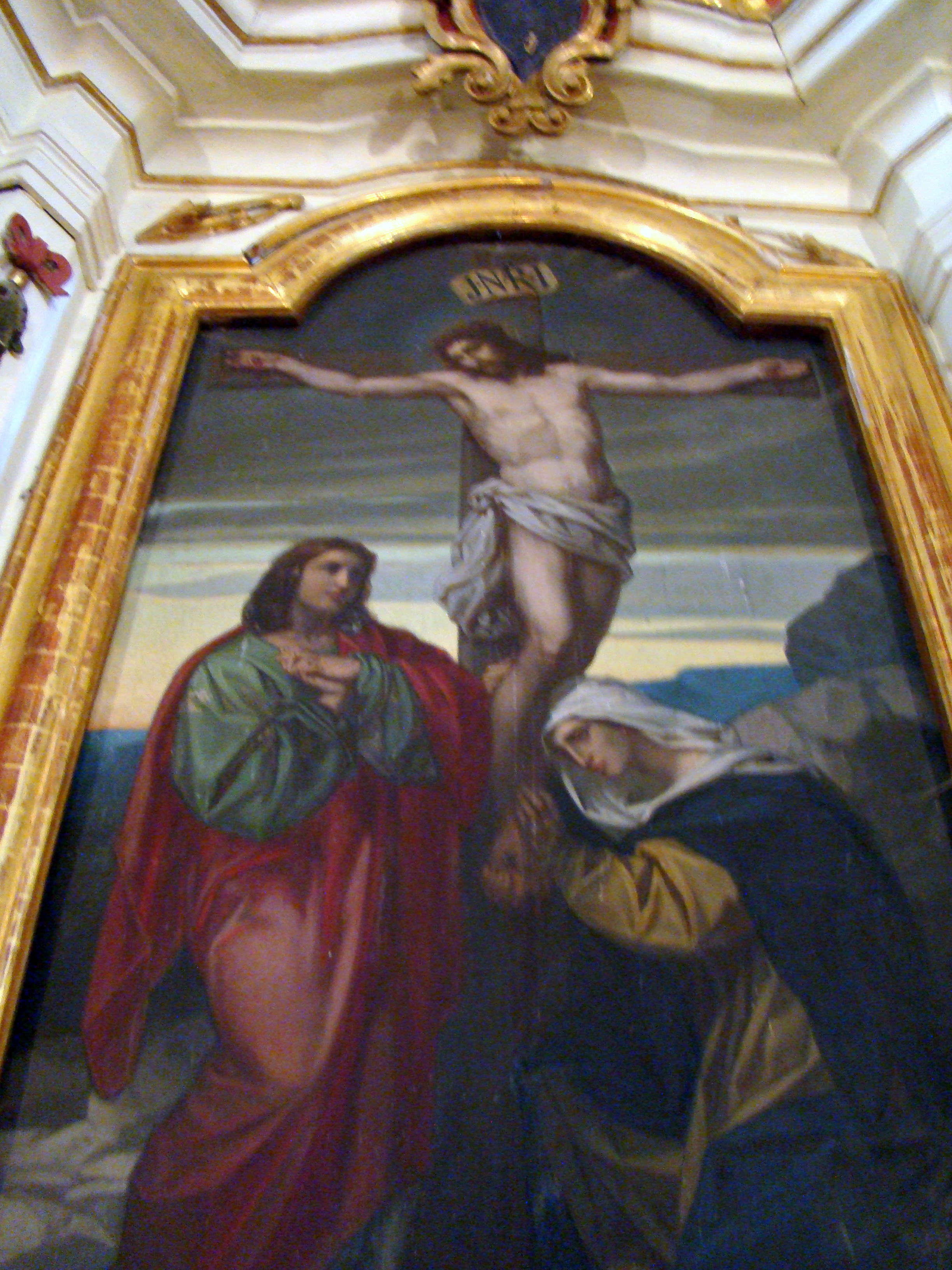
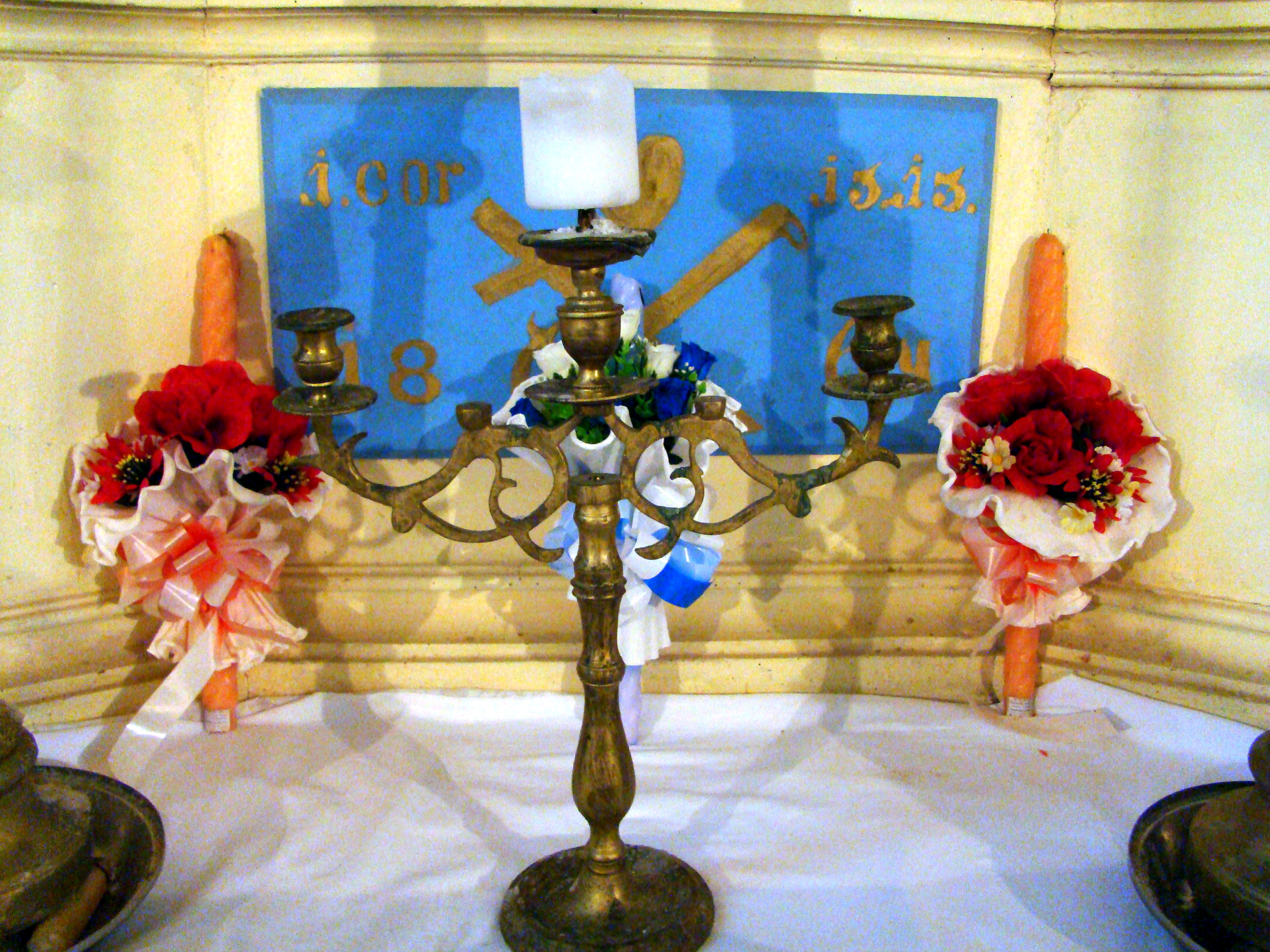
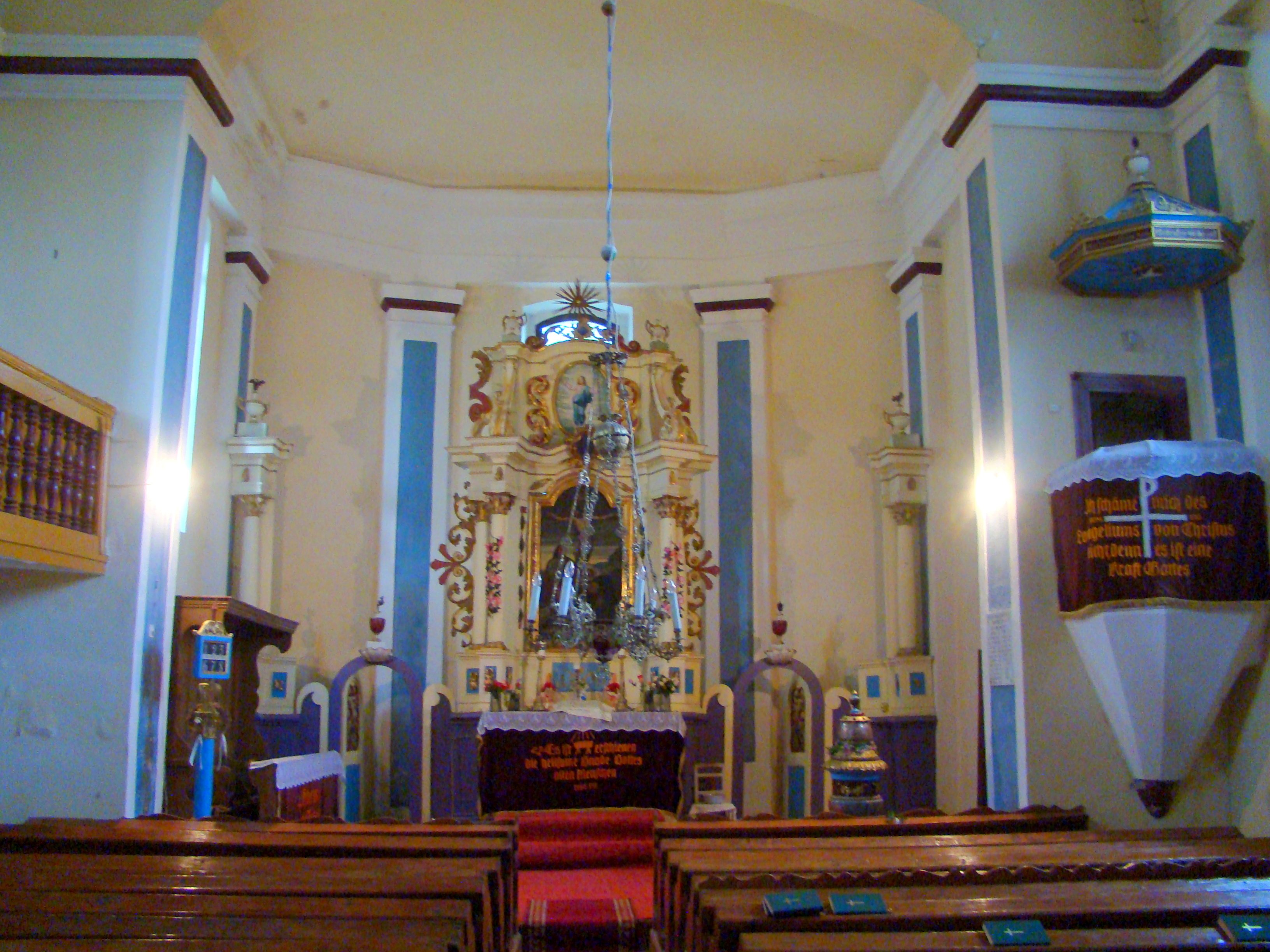

## Imagini din exterior

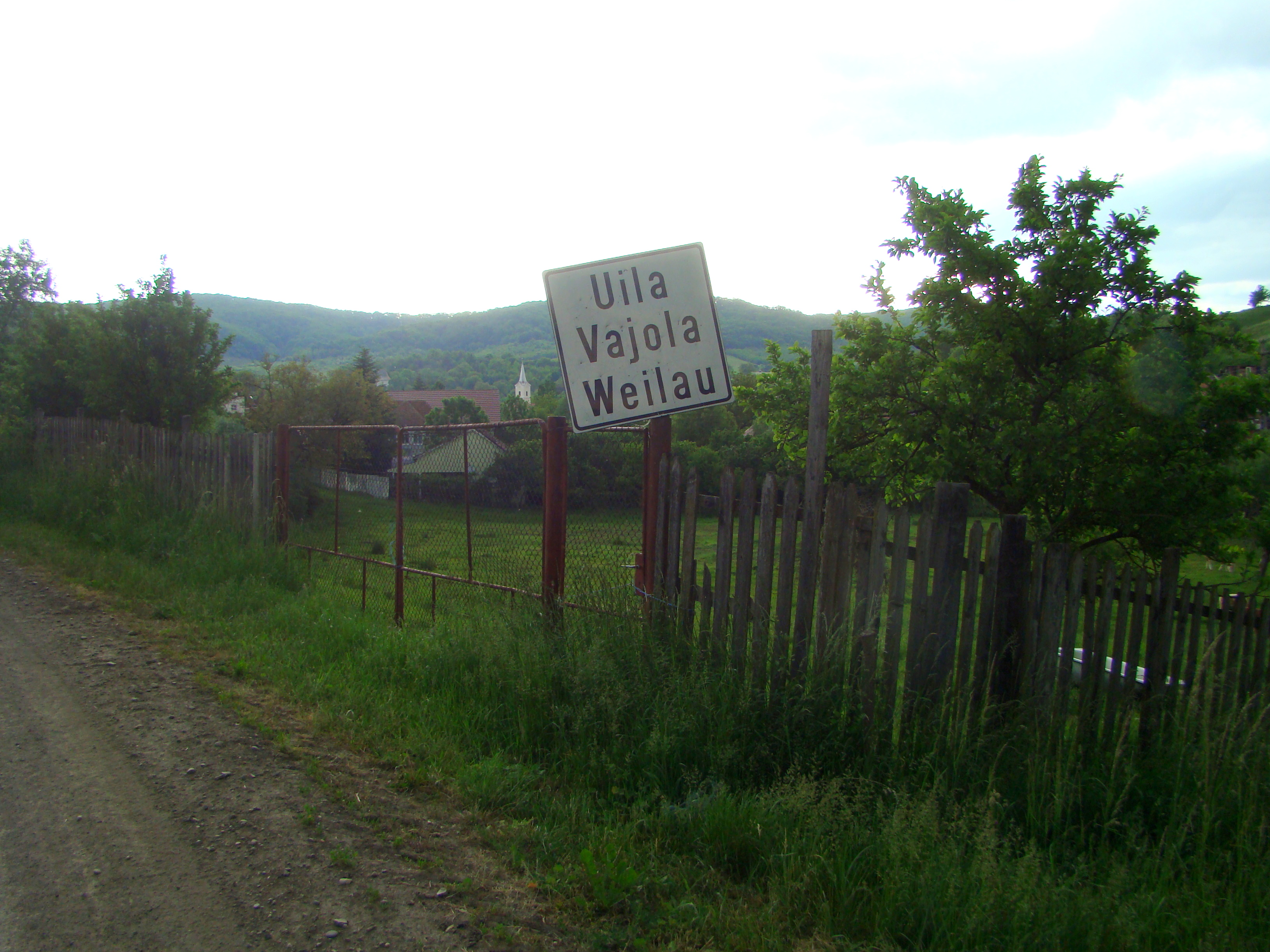
Intrarea în localitate
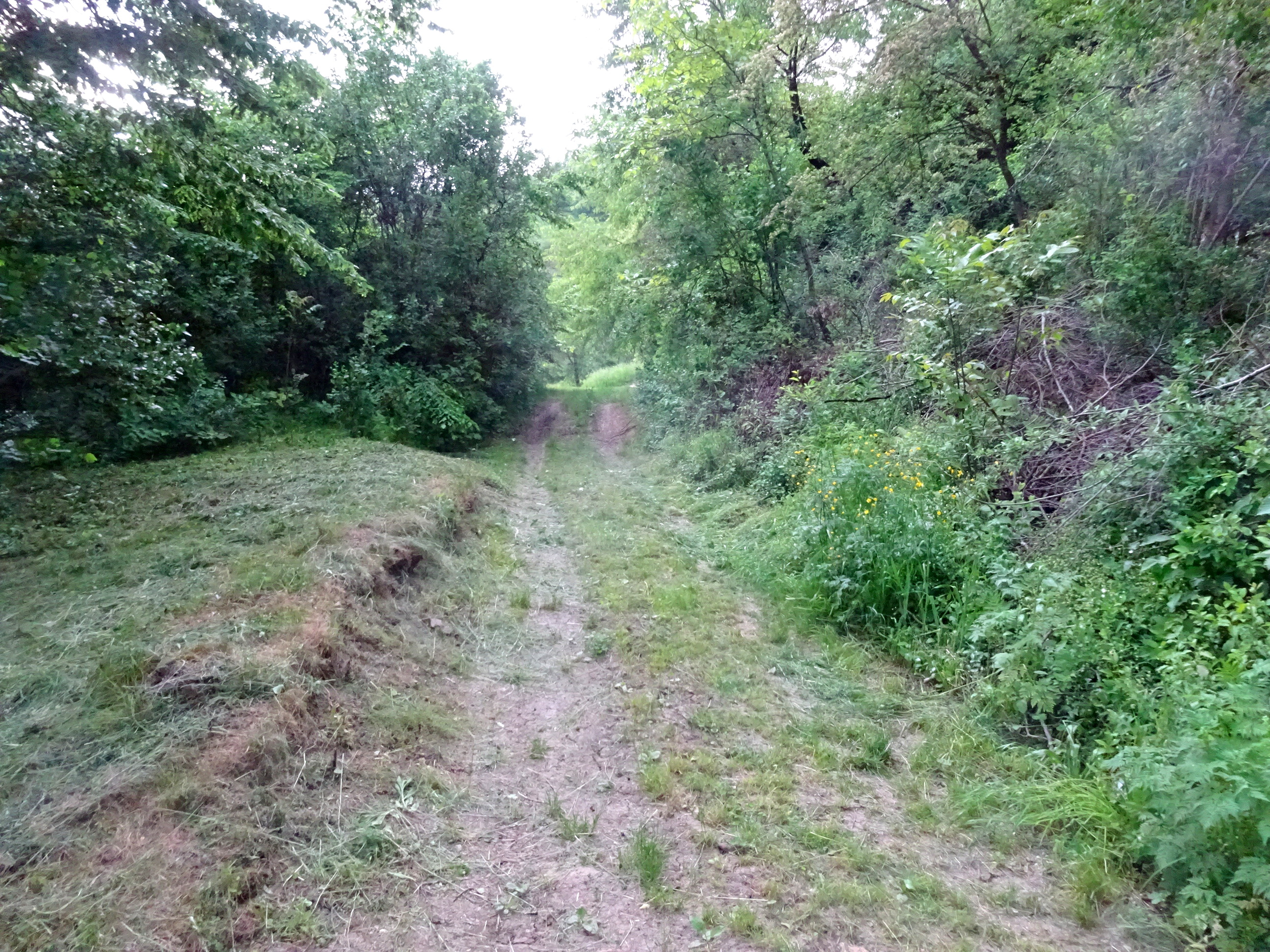
Drumul spre biserică
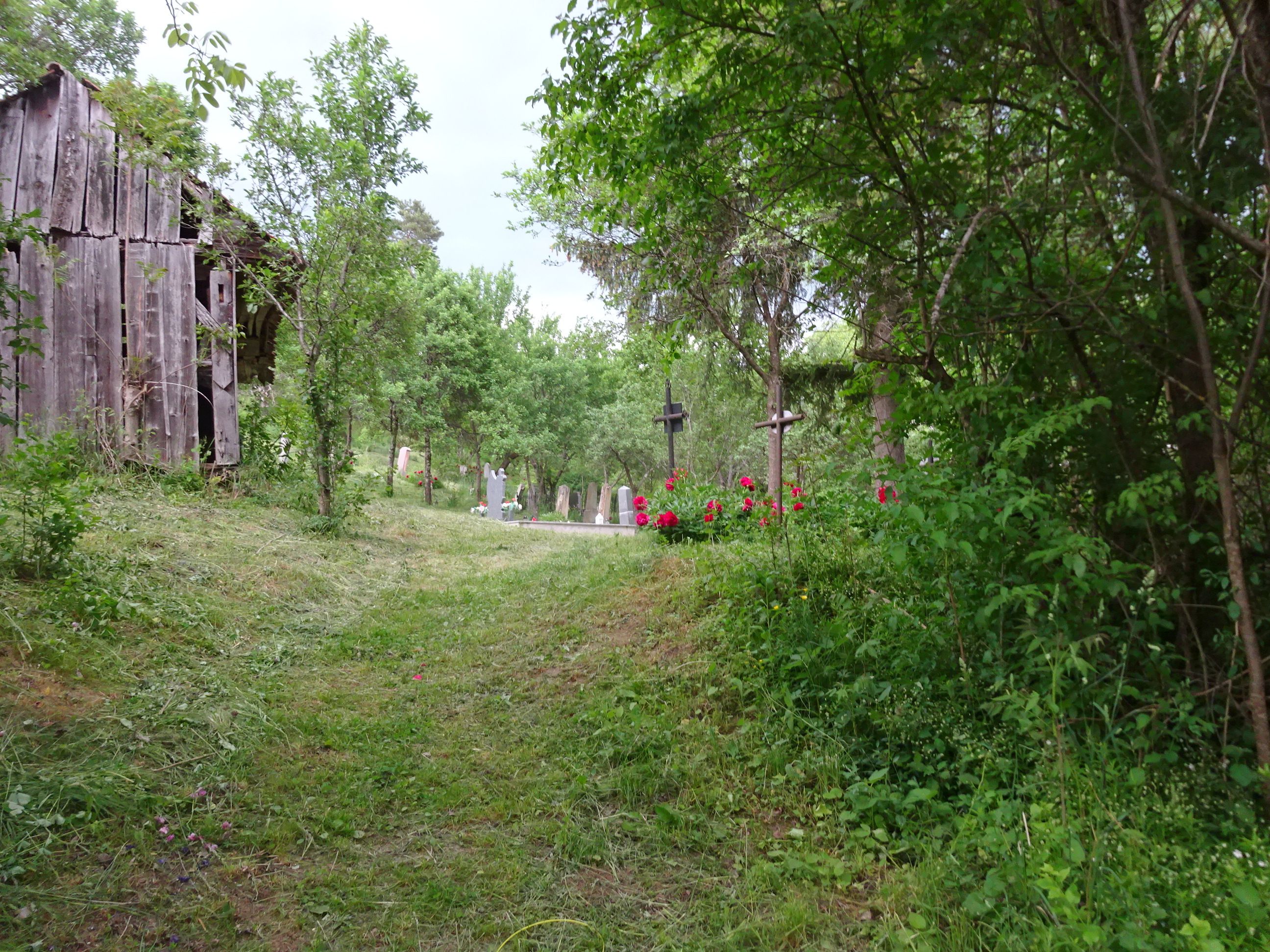
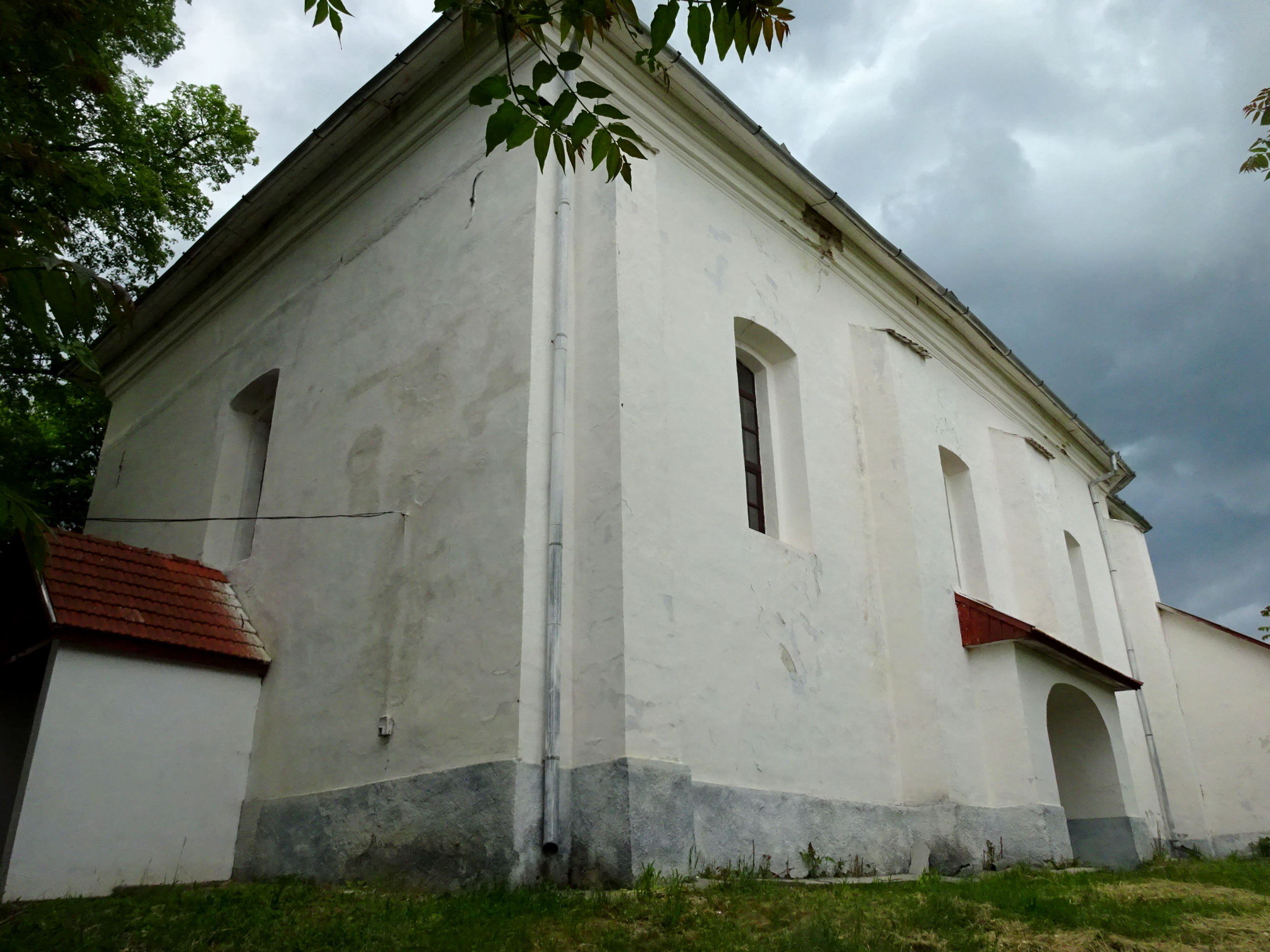
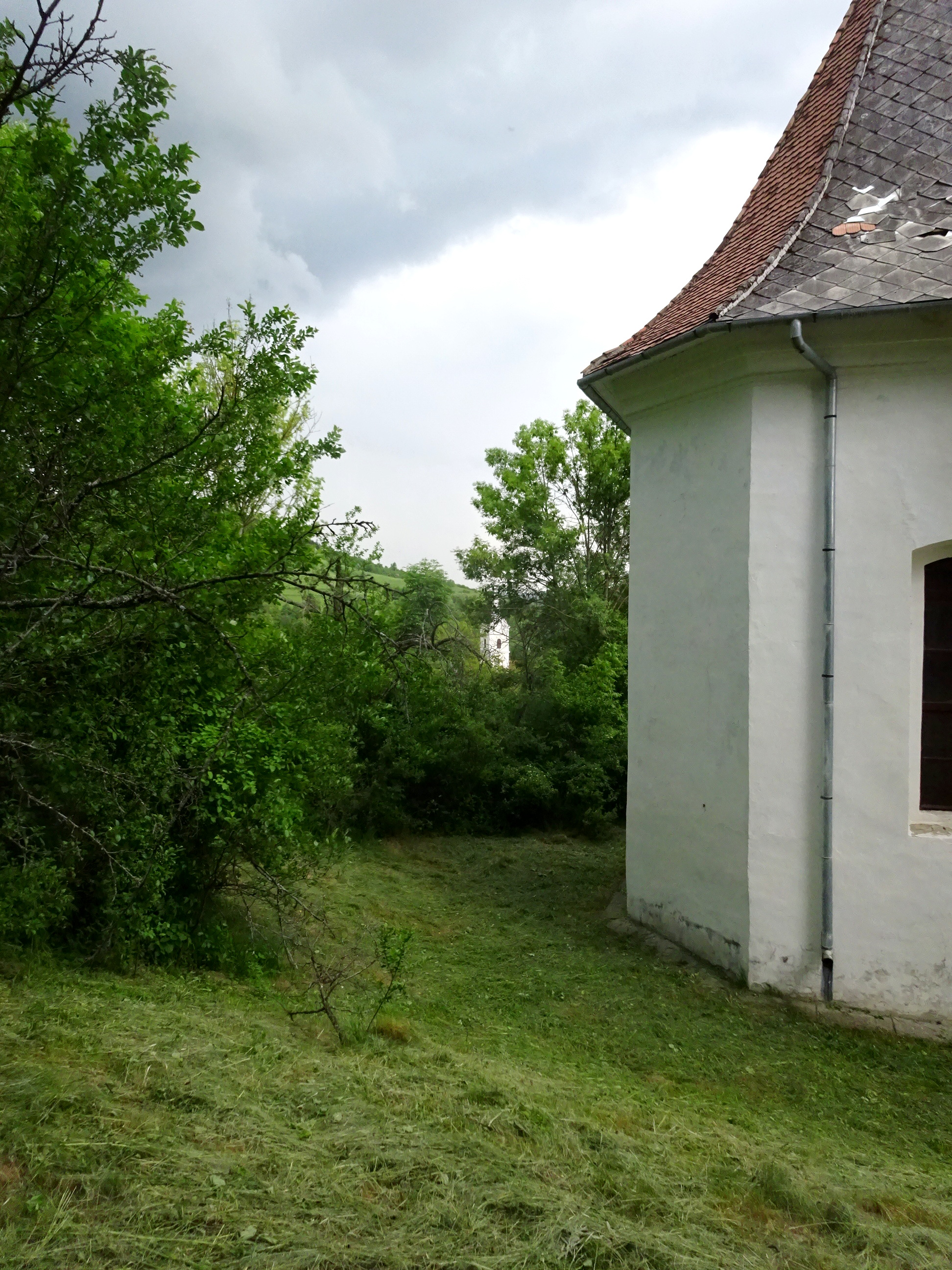
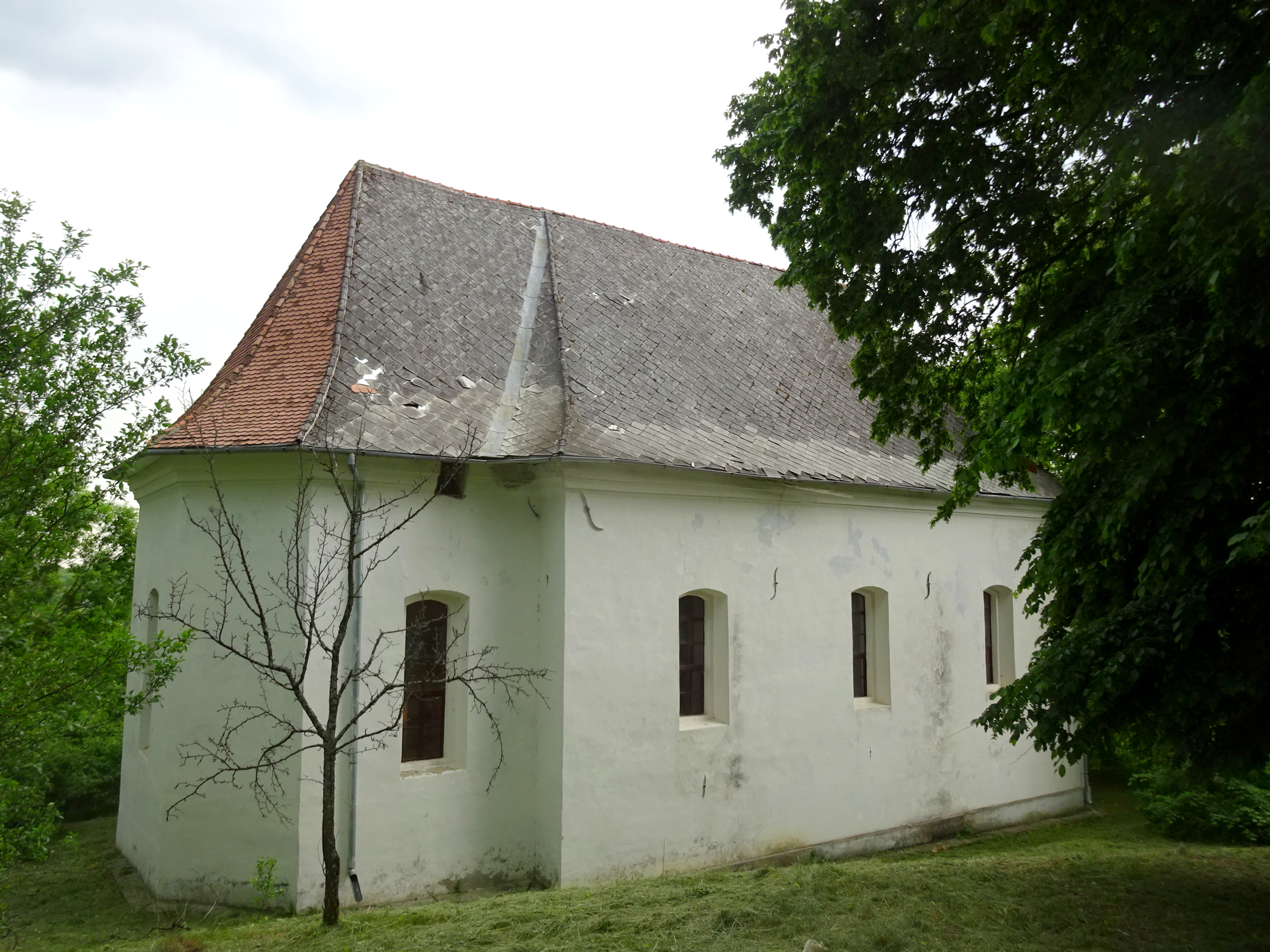
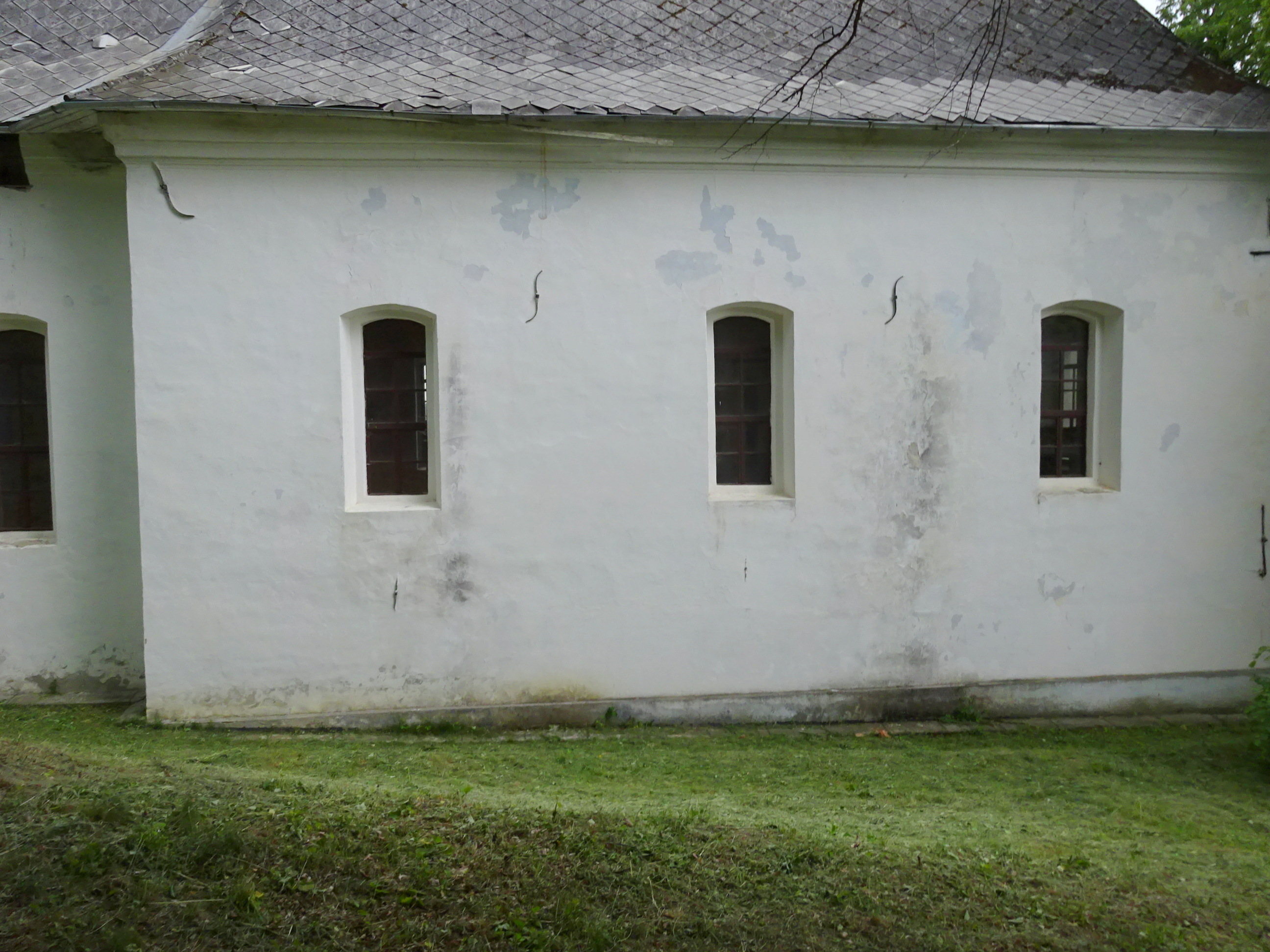
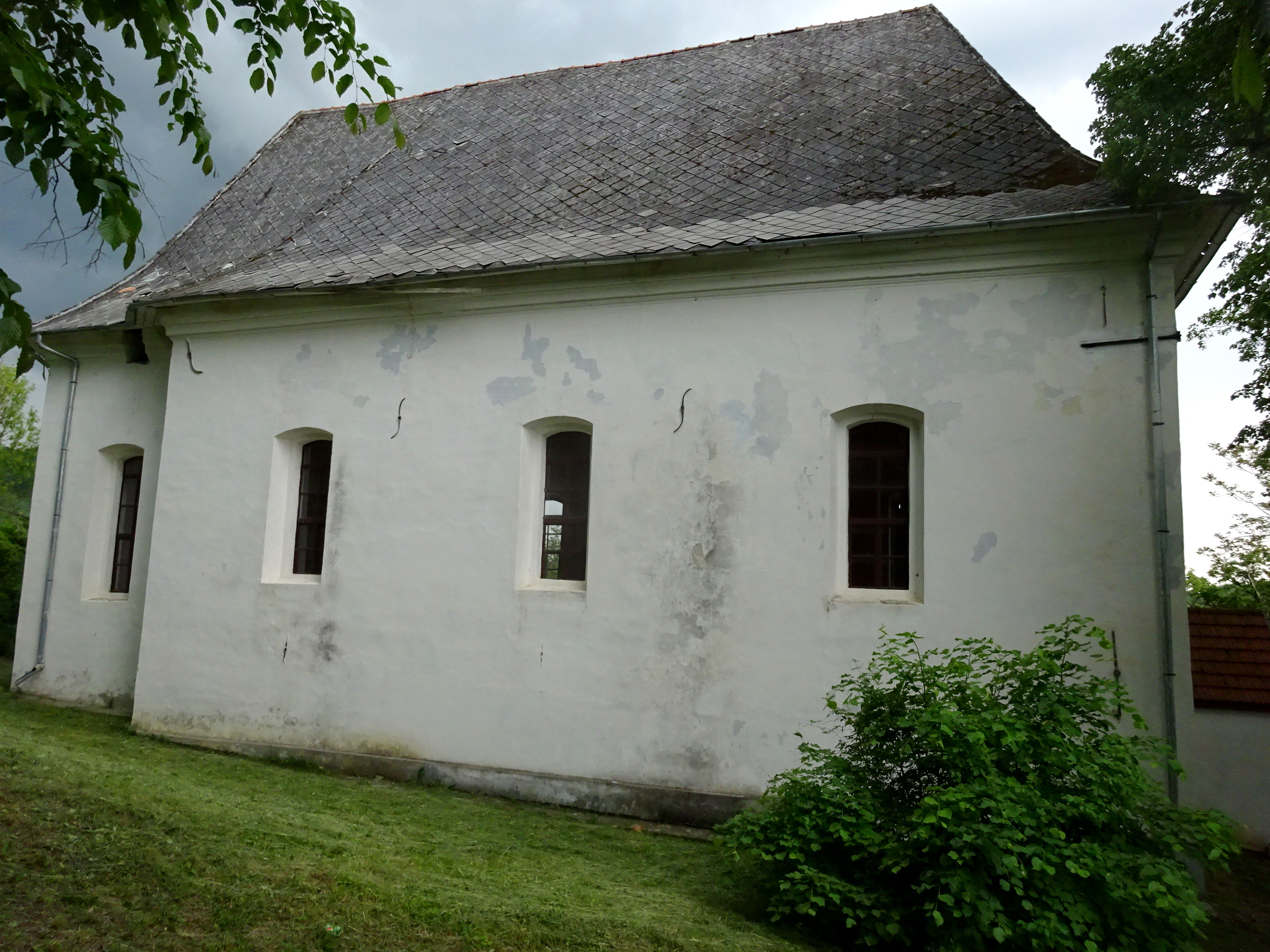
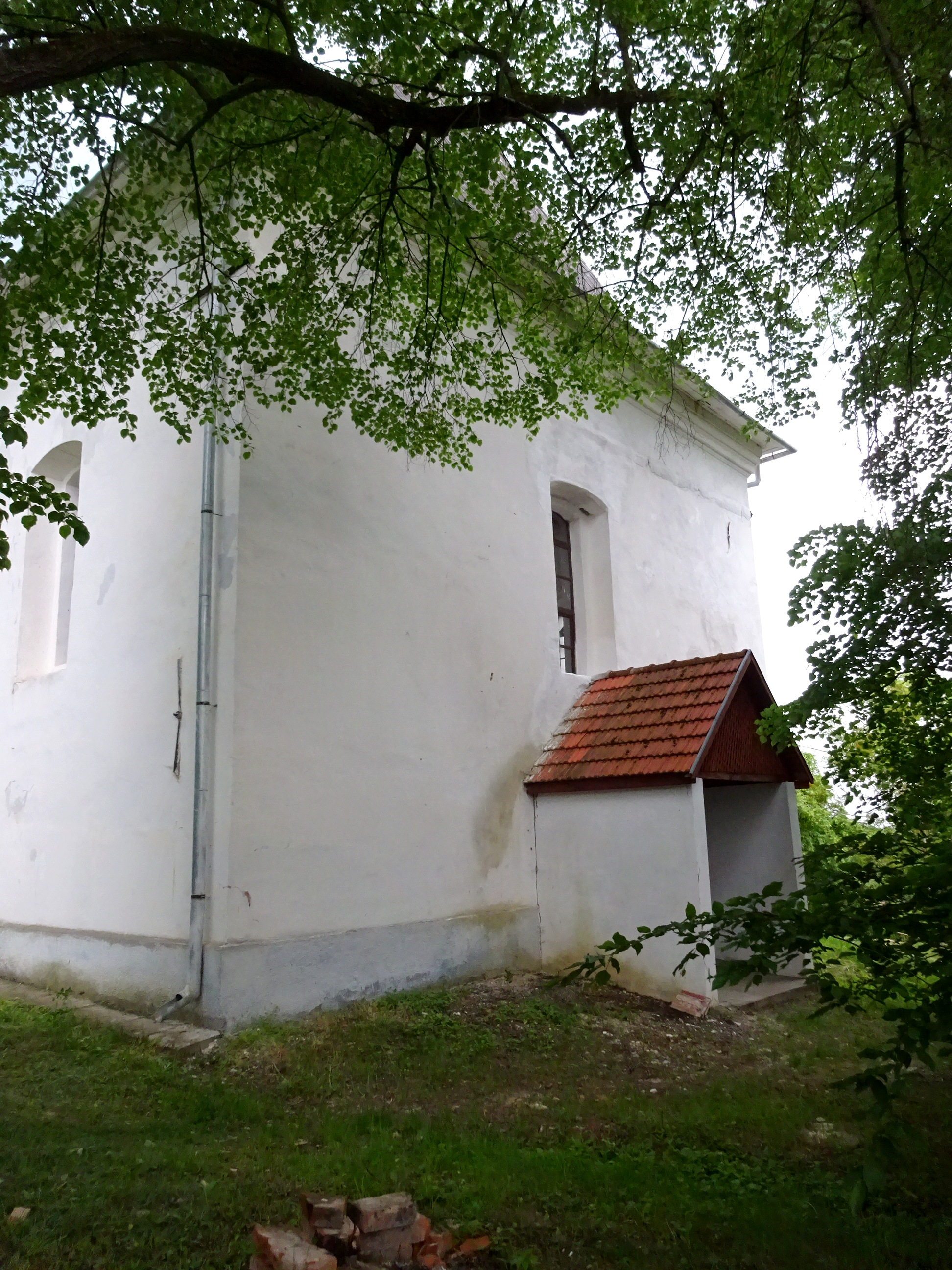
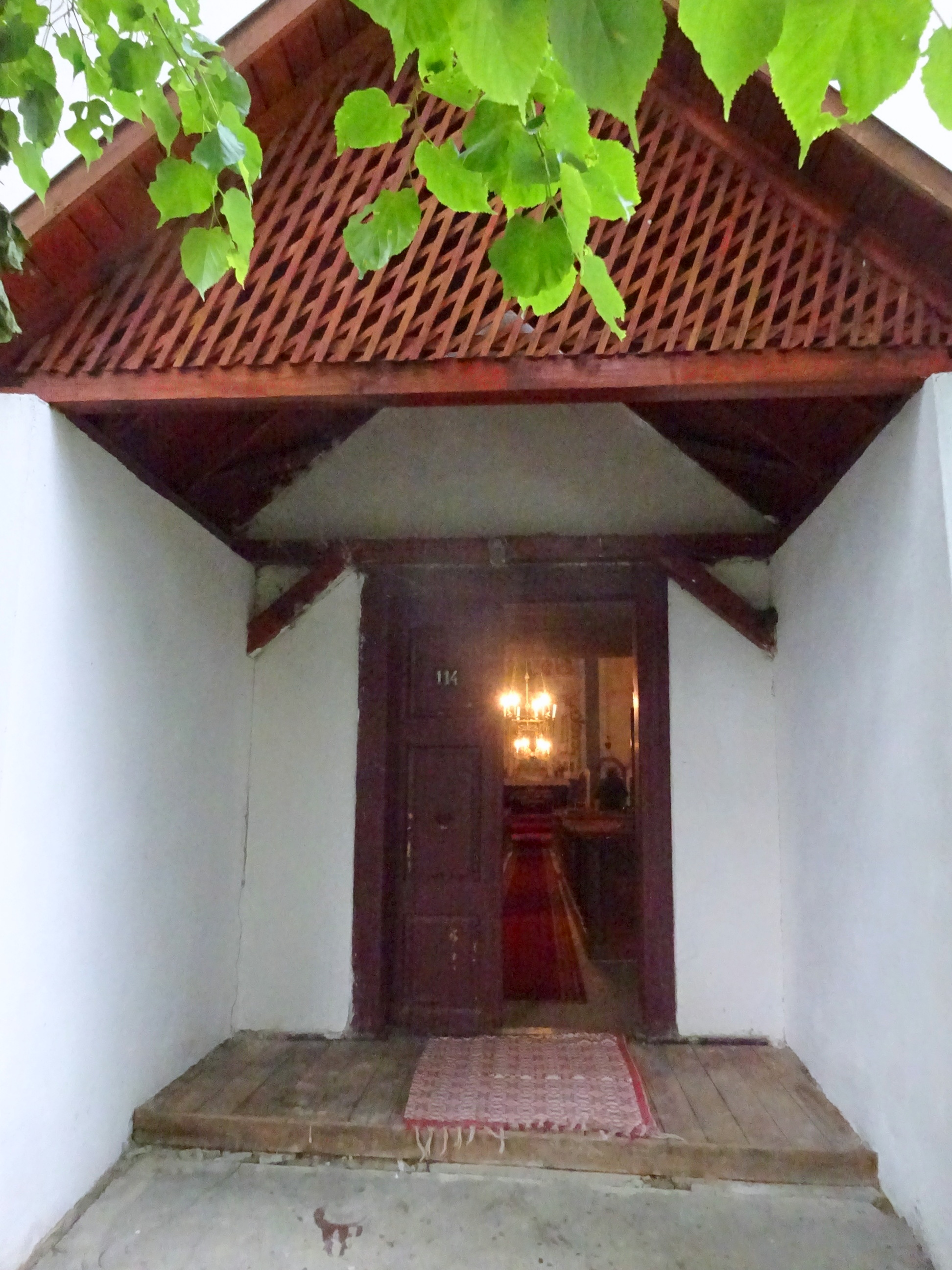
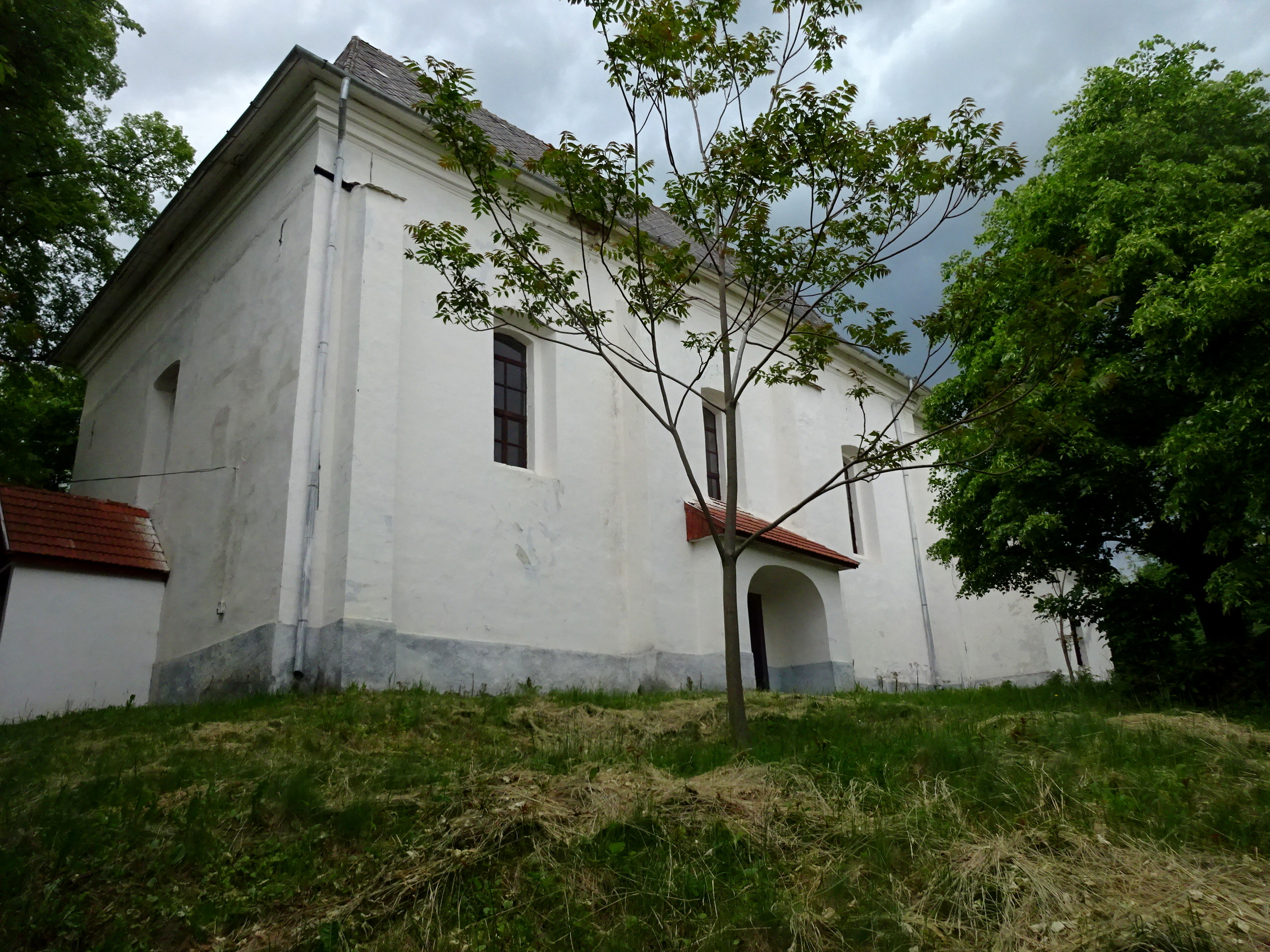
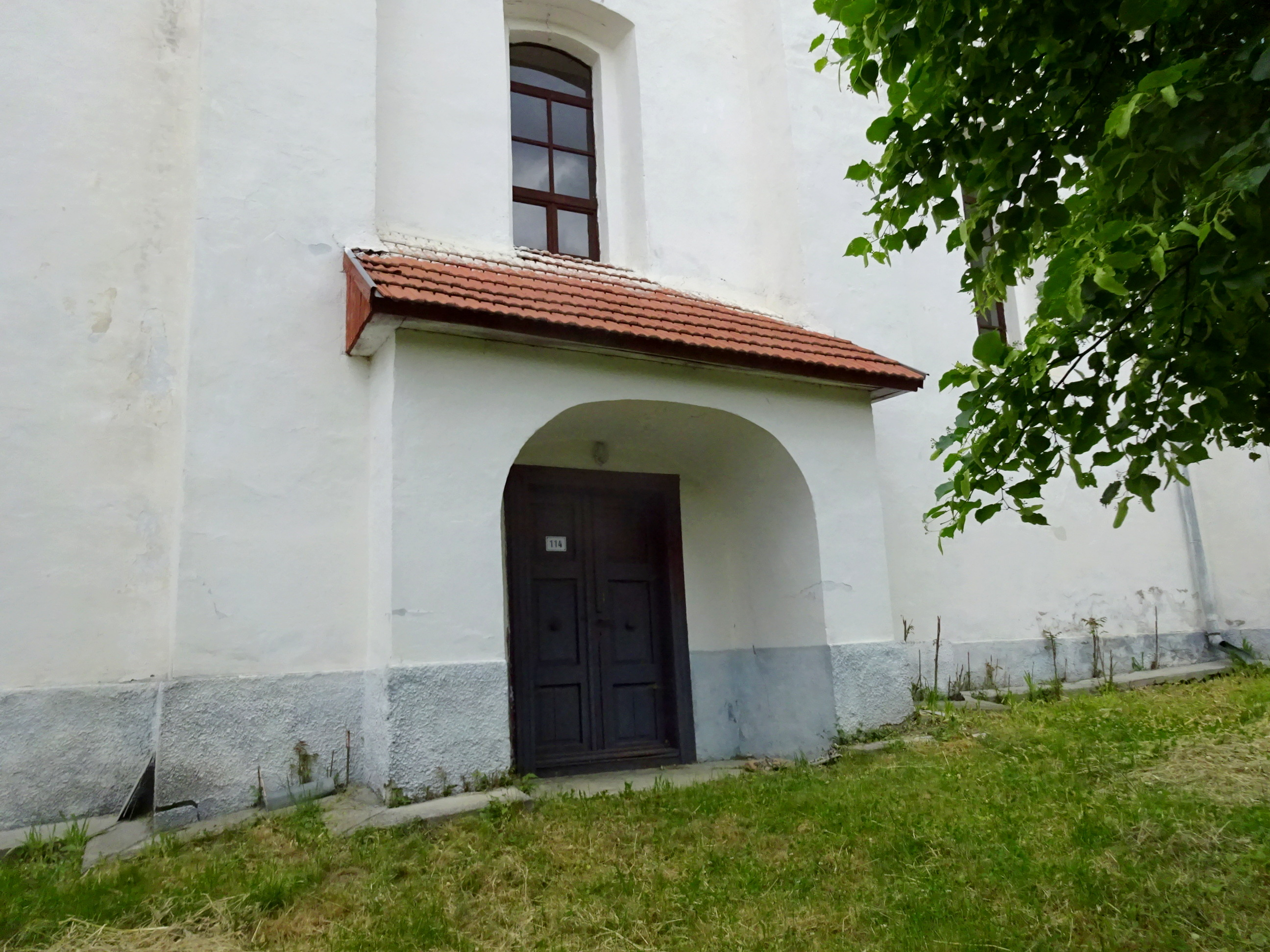
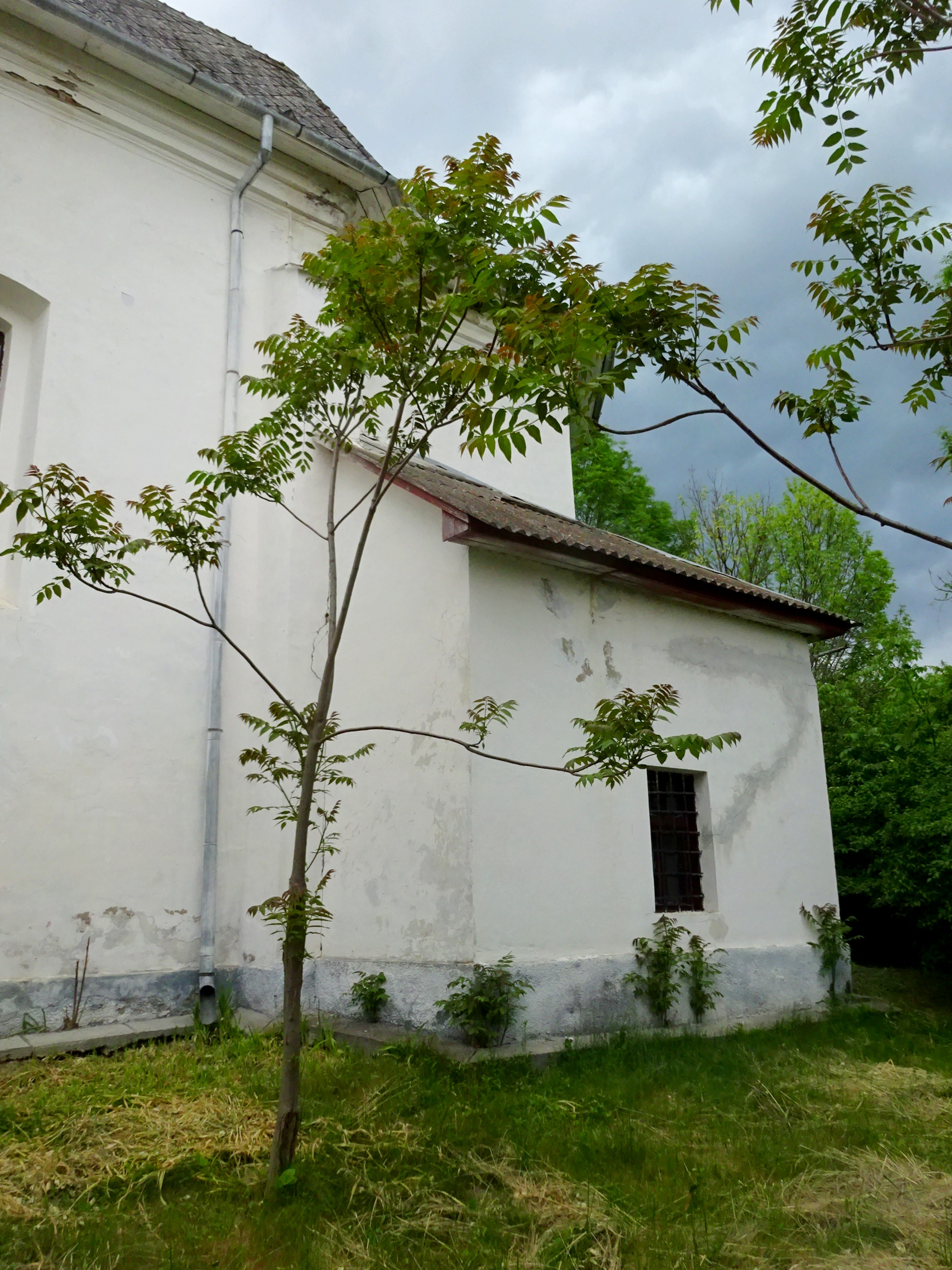
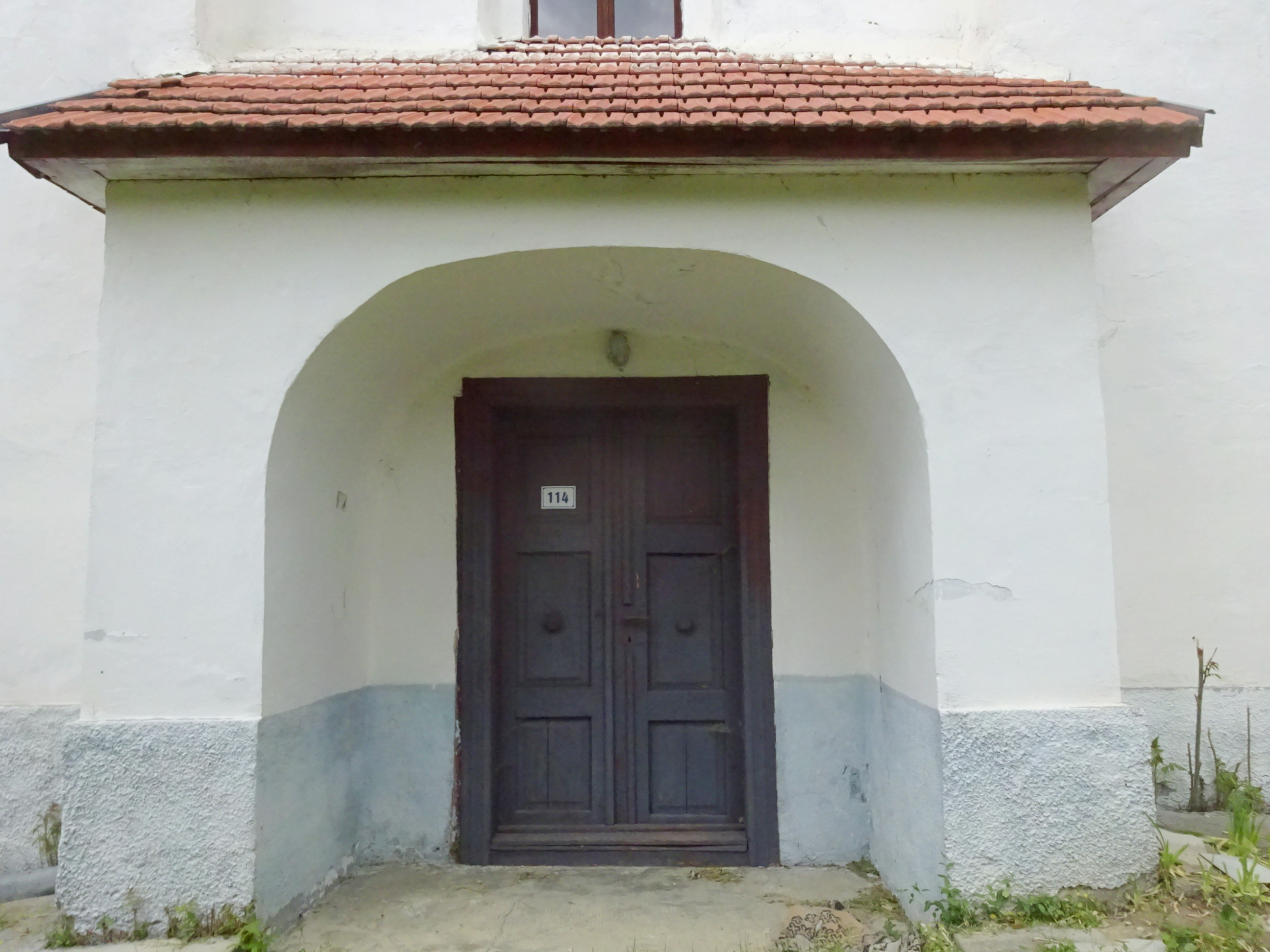
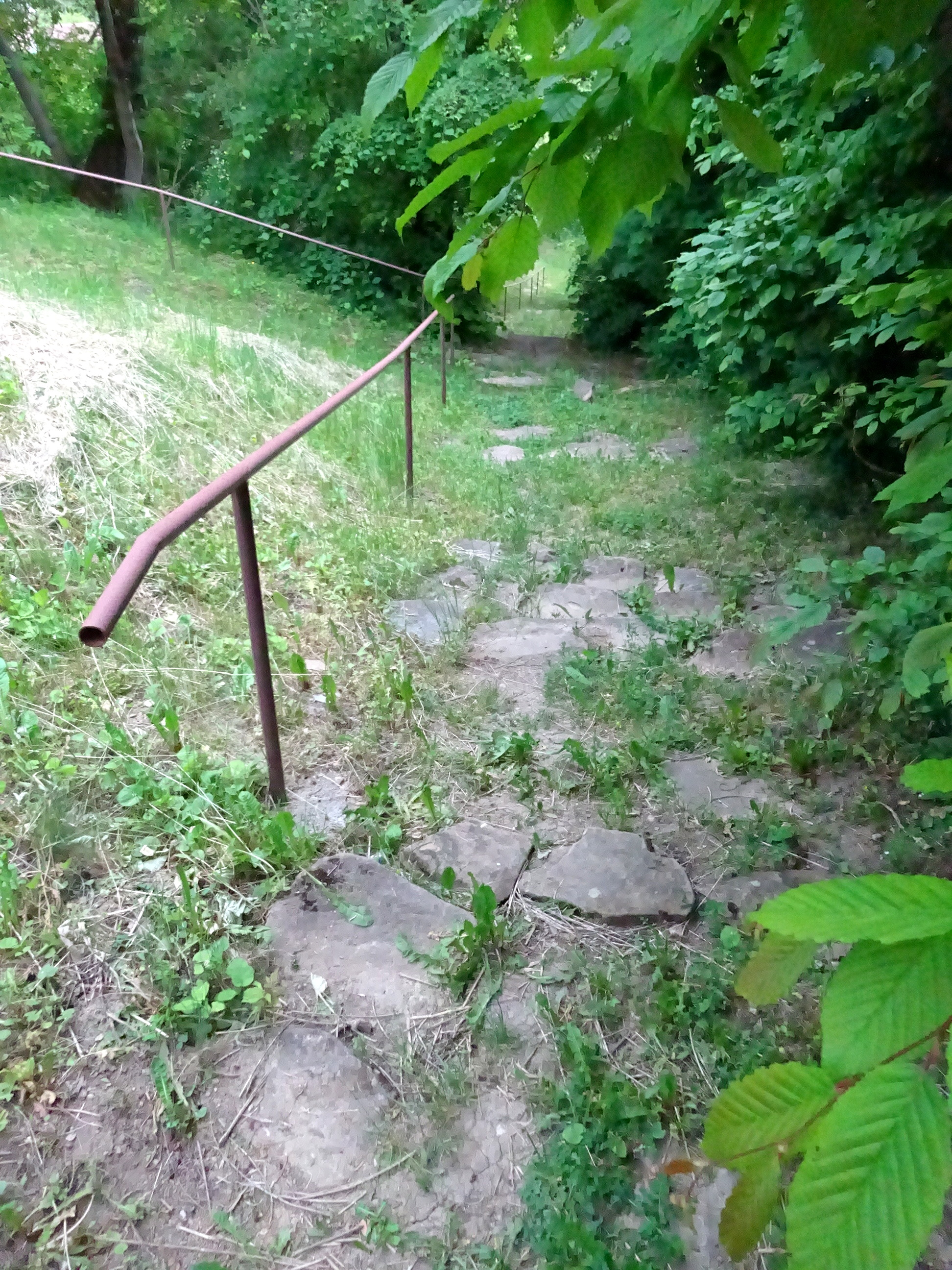
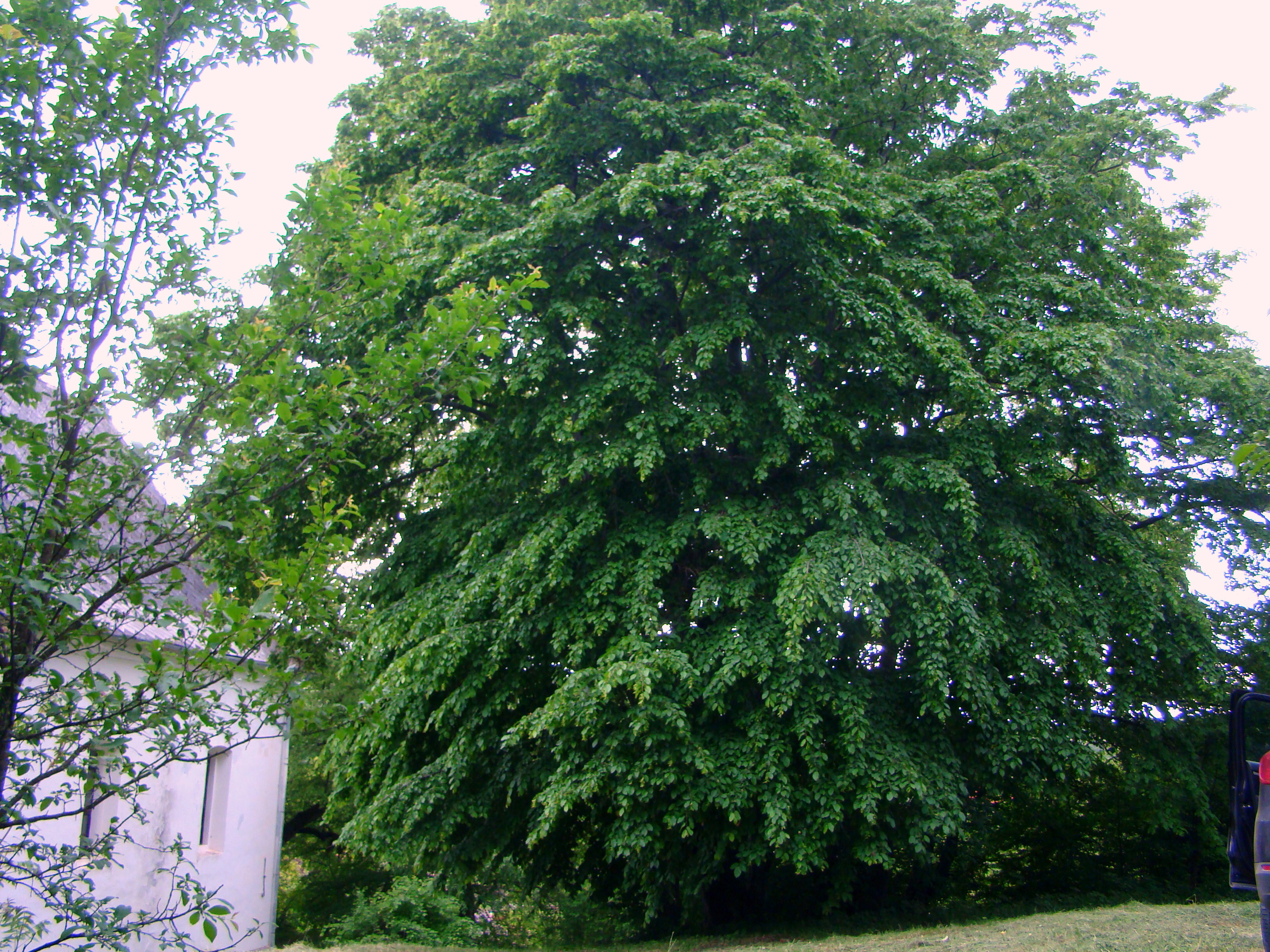
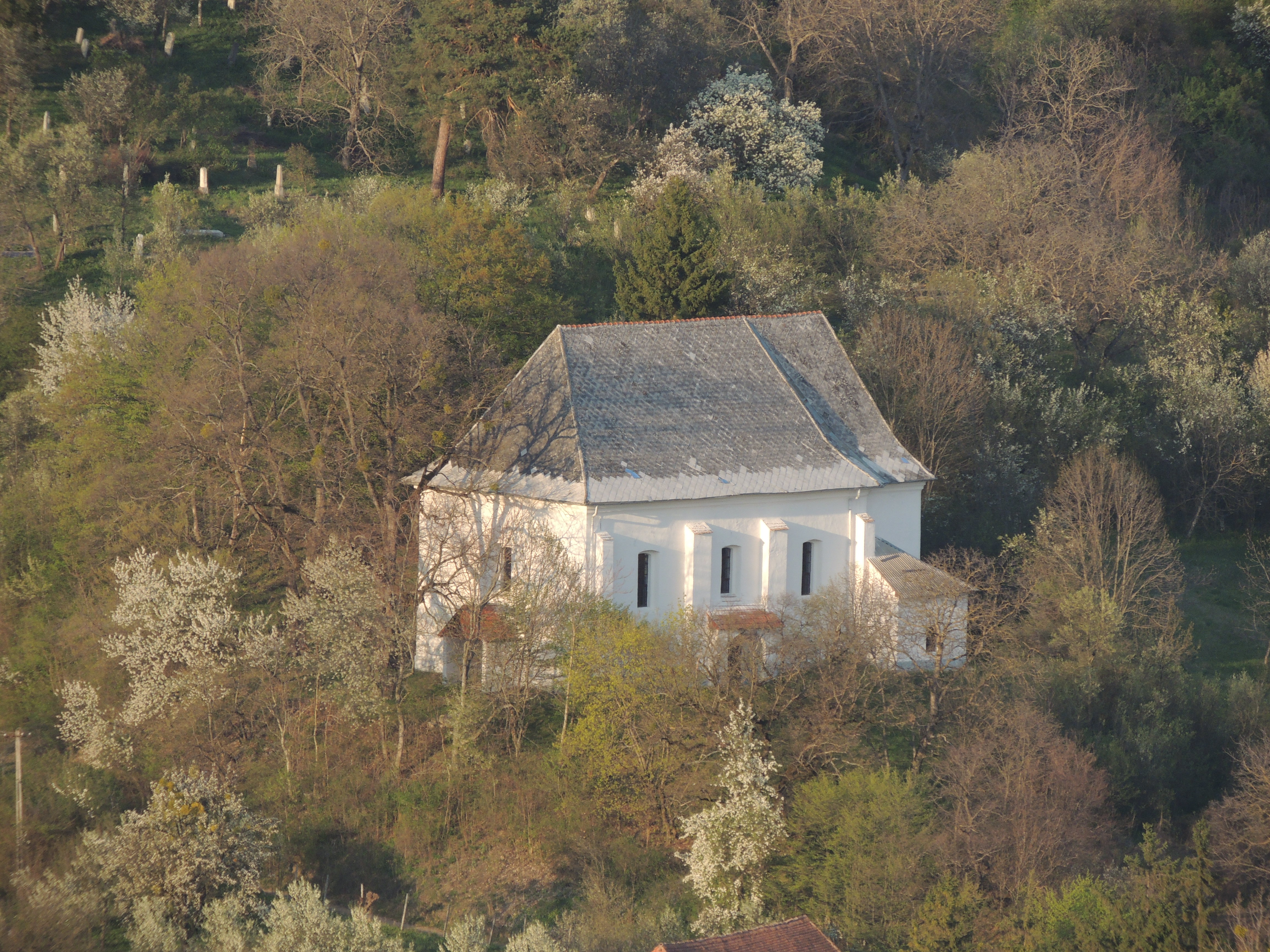
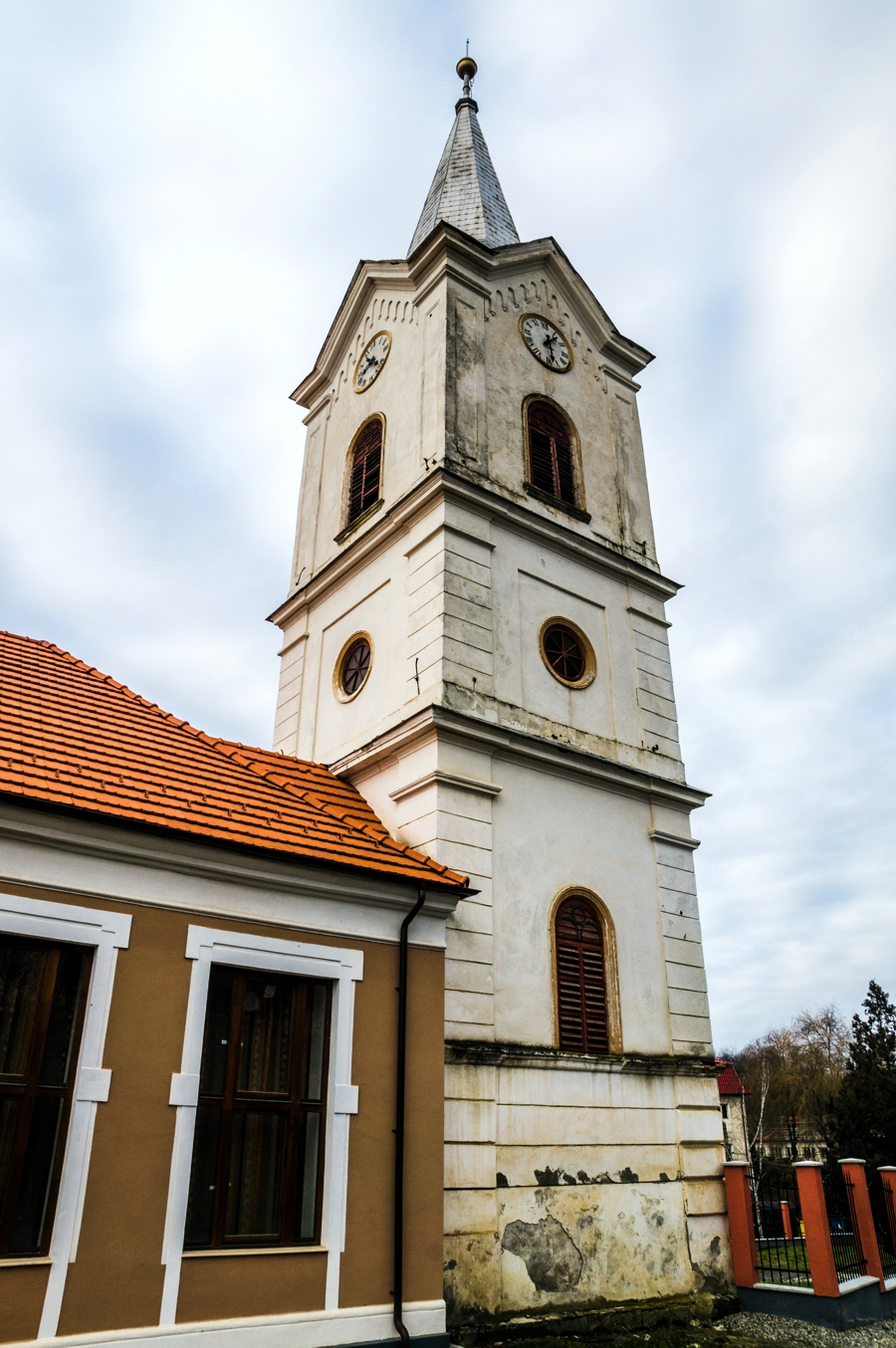
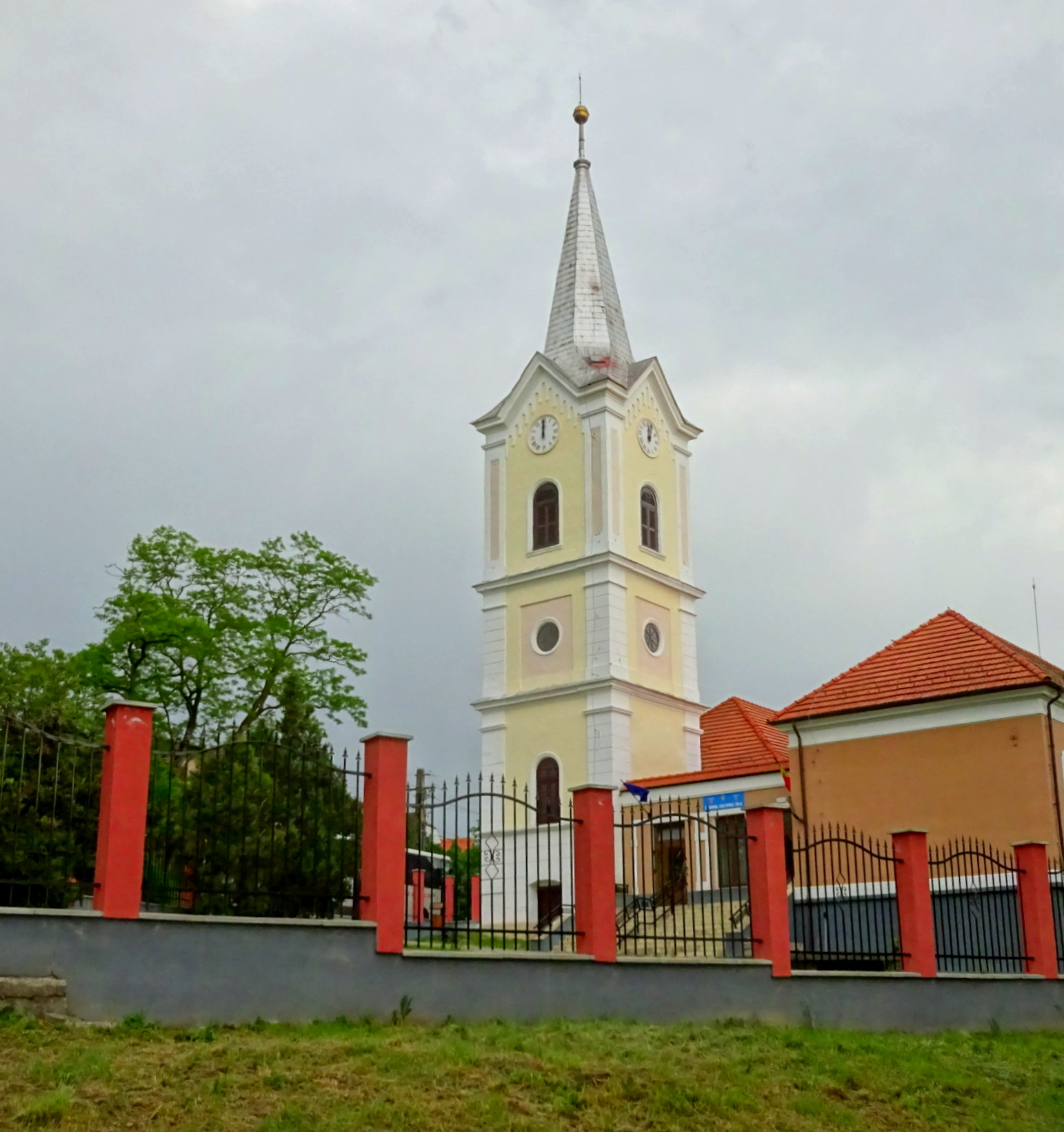
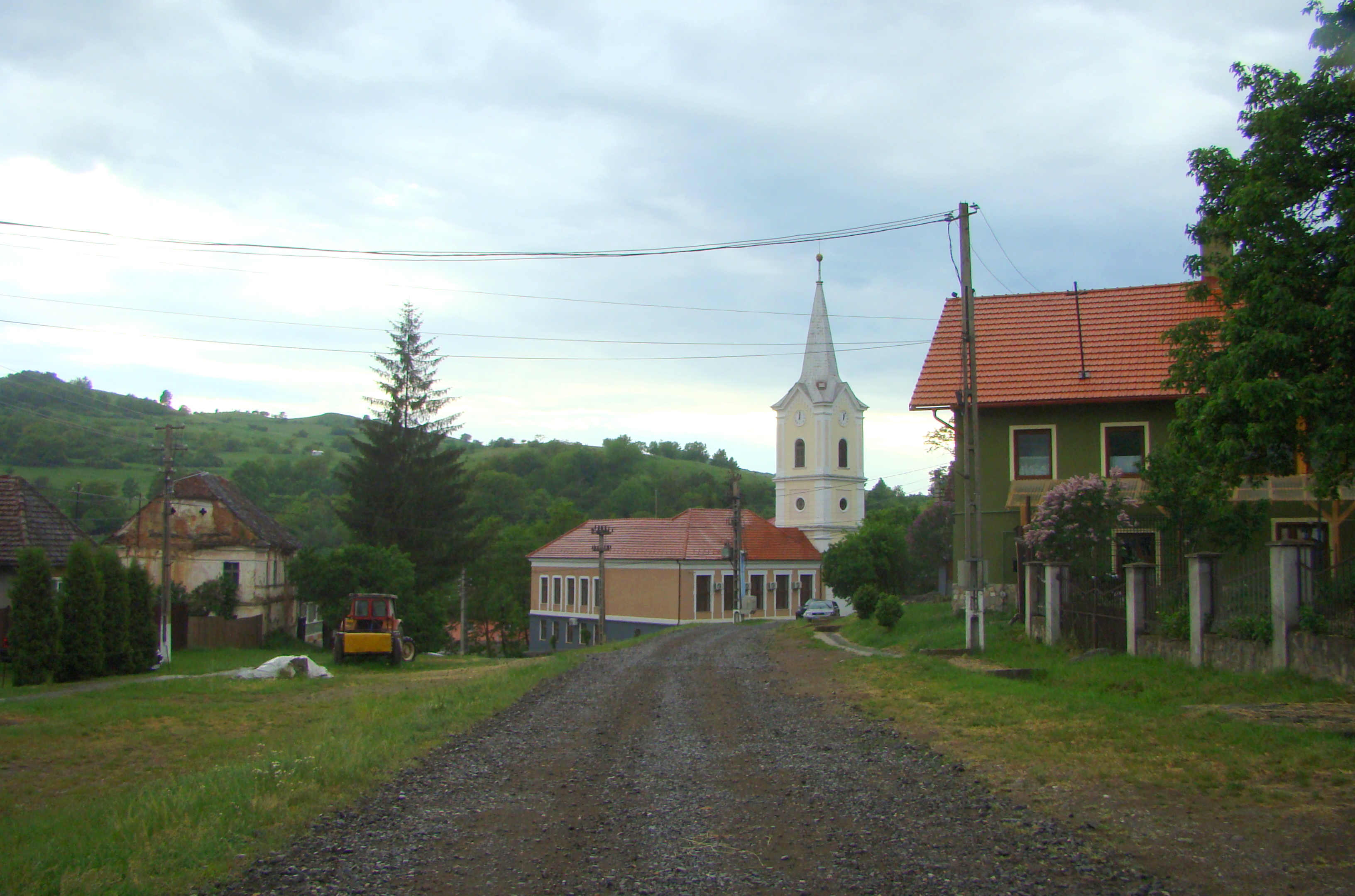